# 세바스토폴 포위전 (1941년~1942년)
세바스토폴 포위전 또는 세바스토폴 방어전(러시아어: Оборона Севастополя 오보로나 세바스토폴랴[*]), 세바스토폴 전투(독일어: Schlacht um Sewastopol, 러시아어: Битва за Севастополь 비트바 자 세바스토폴'[*])는 제2차 세계 대전의 동부 전선에서 벌어진 군사 교전이다. 이 작전은 추축국의 나치 독일과 루마니아 왕국이 크림반도 흑해 연안의 항구 도시인 세바스토폴을 점령하기 위해 소련을 상대로 벌인 전투이다. 1941년 6월 22일, 추축국은 바르바로사 작전을 통해 소련을 침공했고 1941년 가을에 추축국 육군은 크림반도에 도달하여 대부분의 지역을 점령했다. 추축국의 수중에 들어오지 않은 유일한 목표는 세바스토폴이었다. 1941년 10월과 11월에 도시를 확보하려는 여러 시도가 있었다. 11월 말에 대규모 공격이 계획되었으나, 폭우로 인해 1941년 12월 17일까지 지연되었다. 에리히 폰 만슈타인의 지휘 아래 추축군은 이 첫 작전 동안 세바스토폴을 점령할 수 없었다. 소련군은 1941년 12월 케르치에서 크림반도에 상륙 작전을 감행하여 포위망을 완화하고 추축국이 병력을 돌려 점령지를 방어하게 만들었다. 이 작전은 당분간 세바스토폴을 구원했지만, 크림반도 동부의 교두보는 1942년 5월에 제거되었다.
세바스토폴에 대한 첫 공격이 실패한 후, 추축군은 1942년 중반까지 포위전을 수행하기로 결정했고 그 시점에 포위된 소련군을 육상, 해상, 공중으로 공격했다. 1942년 6월 2일, 추축국은 스퇴르팡(Störfang, 철갑상어 사냥)이라는 코드명의 이 작전을 시작했다. 소련 붉은 군대와 흑해 함대는 추축국의 맹렬한 폭격 속에서 몇 주 동안 버텼다. 독일 공군(루프트바페)은 포위전에서 중요한 역할을 했는데, 제8항공군단은 포위된 소련군을 무방비로 폭격하여 6월 한 달 동안 23,751회 출격하고 20,528톤의 폭탄을 투하했다. 독일 공습의 강도는 이전에 바르샤바, 로테르담, 런던과 같은 도시에 대한 독일의 폭격 공세를 훨씬 능가했다. 포위전이 끝날 무렵 세바스토폴에는 손상되지 않은 건물이 11채밖에 남지 않았다. 루프트바페는 해상으로 병력을 철수시키려는 소련의 대부분의 시도를 저지하거나 격침시켰다. 독일 제11군은 스퇴르팡 작전 동안 46,750톤의 포탄을 발사하여 방어군을 제압하고 섬멸했다.
결국 1942년 7월 4일, 잔여 소련군은 항복했고 독일군은 항구를 점령했다. 소련 독립해안군은 섬멸되었는데, 최종 공격에서 118,000명이 전사, 부상 또는 포로가 되었고, 포위전 전체에서는 해군을 포함하여 200,481명의 사상자가 발생했다. 스퇴르팡 작전에서 추축국의 사상자는 35,866명이었으며, 이 중 독일군이 27,412명, 루마니아군이 8,454명이었다. 소련군이 무력화되자 추축국은 그 해 여름의 주요 작전인 청색 작전과 캅카스 유전으로의 진격에 다시 집중했다.

## 배경
세바스토폴의 소련 해군 기지는 세계에서 가장 강력한 요새 중 하나였다. 크림반도 남서쪽 끝에 깊게 침식된 벌거벗은 석회암 곶에 위치한 이곳은 육군 병력이 접근하기가 극히 어려웠다. 세베르나야 만을 내려다보는 높은 절벽은 정박지를 보호하여 상륙 작전도 마찬가지로 위험하게 만들었다. 소련 해군은 이러한 자연 방어 시설을 기반으로 항구를 현대화하고 내륙과 해상으로 발사할 수 있는 180 mm 및 305 mm 재활용 전함 포로 구성된 중형 해안포대를 설치했다. 포병 진지는 강화 콘크리트 요새와 9.8인치 두께의 장갑 포탑으로 보호되었다.
이 항구는 가치 있는 목표였다. 잠재적인 해군 및 공군 기지로서의 중요성은 추축국이 캅카스 항구와 산맥 안팎의 소련 목표물에 대해 광범위한 해상 및 공중 작전을 수행할 수 있게 해줄 것이었다. 붉은 공군은 1941년 6월 추축국의 침공 이후 크림반도를 루마니아 목표물을 공격하는 기지로 사용하며 공군 기지로서의 유용성을 입증했다. 마찬가지로, 독일 국방군은 침공 초기 세바스토폴 해군 기지에 폭격 작전을 감행했다.
바르바로사 작전 초부터 소련에 대한 공격은 크림반도를 목표로 삼지 않았다. 독일 기획자들은 드니프로강 서쪽에서 붉은 군대의 주력이 파괴되면 이 지역은 잔여 소탕 작전으로 점령될 것이라고 가정했다. 그러나 6월, 크림반도에서 소련 항공기의 루마니아 유전 공격으로 12,000톤의 석유가 파괴되었다. 히틀러는 이 지역을 "침몰할 수 없는 항공모함"으로 묘사하고 1941년 7월 23일자 지시 33호에서 우크라이나와 크림반도의 정복을 중요한 목표로 명령했다.
육군 지휘부 (OKH)는 독일군에 필수적인 루마니아 석유 공급에 대한 공격을 막기 위해 크림반도를 가능한 한 빨리 점령하라는 명령을 내렸다. 남부 진격 명령에 대한 방해에 초조해진 히틀러는 8월 12일 크림반도를 즉시 점령해야 한다는 자신의 바람을 되풀이했다. 한 달 이상이 지난 후, 키예프 점령 중 상급대장 에리히 폰 만슈타인은 9월 17일 독일 제11군의 지휘권을 부여받았다. 지휘권을 잡은 지 불과 일주일 만에 그는 크림반도에 대한 공격을 시작했다. 격렬한 전투 끝에 만슈타인의 군대는 여러 소련의 반격을 격퇴하고 두 개의 소련군을 파괴했다. 11월 16일까지 독일 국방군은 11월 1일 수도인 심페로폴을 점령하며 이 지역을 장악했다. 11월 16일 케르치의 함락으로 세바스토폴만이 소련의 손에 남게 되었다.
1941년 10월 말, 이반 페트로프 소장의 독립 해안군은 32,000명으로, 서쪽의 오데사에서 격렬한 전투 후 철수하여 해상으로 세바스토폴에 도착했다. 페트로프는 세바스토폴 내륙 접근로를 요새화하기 시작했다. 그는 항구 자체에서 16km(10마일) 떨어진 외곽 방어선을 포함하여 내륙에 3개의 방어선을 구축하여 항구에 대한 추축국의 진격을 저지하는 것을 목표로 했다. 소련 제51군과 흑해 함대의 일부를 포함한 소련군은 10월에 크림반도에서 패배하여 12월에 철수했고, 페트로프의 병력만이 세바스토폴의 주요 방어군으로 남았다. 9월 26일부터 11월 16일 사이에 크림반도의 나머지 지역을 정리한 루마니아 제3군과 독일 제11군은 항구 공격을 준비했다. 독일 제11군은 전 전선에서 가장 약한 군대였으며, 초기에는 7개 보병사단만을 포함하고 있었다. 루마니아군은 대규모 병력을 투입했지만, 장비가 경량화되어 있었고 일반적으로 중포가 부족했다. 10월 중순부터 날씨가 추축국에 불리하게 변했고, 폭우로 인해 병력 증강이 지연되었다. 이는 흑해 함대 사령관인 필리프 오탸브르스키 부제독에게 노보로시스크에서 병력과 물자를 가져올 시간을 주었다. 12월 17일까지 날씨가 충분히 개어 추축국은 대규모 작전을 시작할 수 있었다.

## 참여 병력

### 추축국
만슈타인이 지휘하는 독일 제11군은 세바스토폴을 포위했다. 1942년 6월 최종 공격 당시, 제11군은 두 개의 군단에 9개 독일 보병사단과 루마니아 제7산악군단을 포함하고 있었다. 루프트바페는 상당한 지원을 제공했다. 공군최고사령부는 제4항공함대의 제8항공군단을 지원을 위해 파견했다. 이들은 600대의 항공기를 포함하는 9개 비행단(Geschwader)으로 구성되었으며, 모두 볼프람 폰 리히트호펜 상급대장의 지휘 아래에 있었다. 이 부대에는 중형 폭격기, 급강하폭격기, 뇌격기 비행단이 강력하게 집중되어 있었다.
해군 지원은 프란체스코 밈벨리가 지휘하는 이탈리아 제101비행대가 담당했다. 이 부대는 4척의 어뢰정, 5척의 폭발 보트, 6척의 CB급 소형 잠수함, 그리고 다수의 35톤급 연안 잠수함과 MAS 보트로 구성되었다. 이 부대는 포위전 동안 배치된 유일한 추축 해군 부대였다. 이는 독일군이 요청한 것으로, 전쟁 중 독일군이 이탈리아의 지원을 자발적으로 요청한 유일한 경우였다. 불가리아는 원칙적으로 소련과 전쟁 상태가 아니었지만 해군 참모진은 독일 국방군과 긴밀히 협력했으며 전투에 직접 참여하지는 않았지만 추축국 해군 사령부(흑해 제독)가 흑해 해역에서 작전을 수행할 기지를 제공했다.
추축국 전투 서열
| - 독일 제11군 - 제306육군포병사령부 - 제672포병대대 일부 – 슈베어 구스타프 도라 1문 - 제833중박격포대대 – 카를 자주구포 2문 - 제688철도포병대대 – 28cm lg.Br.K 3문 - 제458중포병대대 – 42cm 곡사포(t) 1문 - 제459중포병대대 – 42cm 감마 박격포 1문 - 제741, 742, 743포병대대 – 각 28cm Hb. 4문 - 제744포병대대 – 28cm Küst.Hb. 2문 - 제624중포병대대 – 30.5cm Mrs. 6문 및 21cm Mrs. 9문 - 제641중포병대대 – 30.5cm Mrs. 4문 및 35.5 cm Haubitze M1 1문 - 제815중포병대대 – 30.5cm Mrs. 6문 - 독일 제54군단 - 제22보병사단 - 제24보병사단 - 제50보병사단 - 제132보병사단 - 독일 제30군단 - 제28경보병사단 - 제72보병사단 - 제170보병사단 - 제22기갑사단 - 루마니아 산악군단 - 제1산악사단 - 제4산악사단 - 제18보병사단 | - 루프트바페 - 제4항공함대 - 제8항공군단 - 제1교도비행단 - 제26폭격비행단 - 제51폭격비행단 - 제55폭격비행단 - 제76폭격비행단 - 제100폭격비행단 - 제77급강하폭격비행단 - 제77전투비행단 - 제3전투비행단 우데트 - 제52전투비행단 |

| - 이탈리아 왕립 해군 - 제4MAS함대 |

### 소련

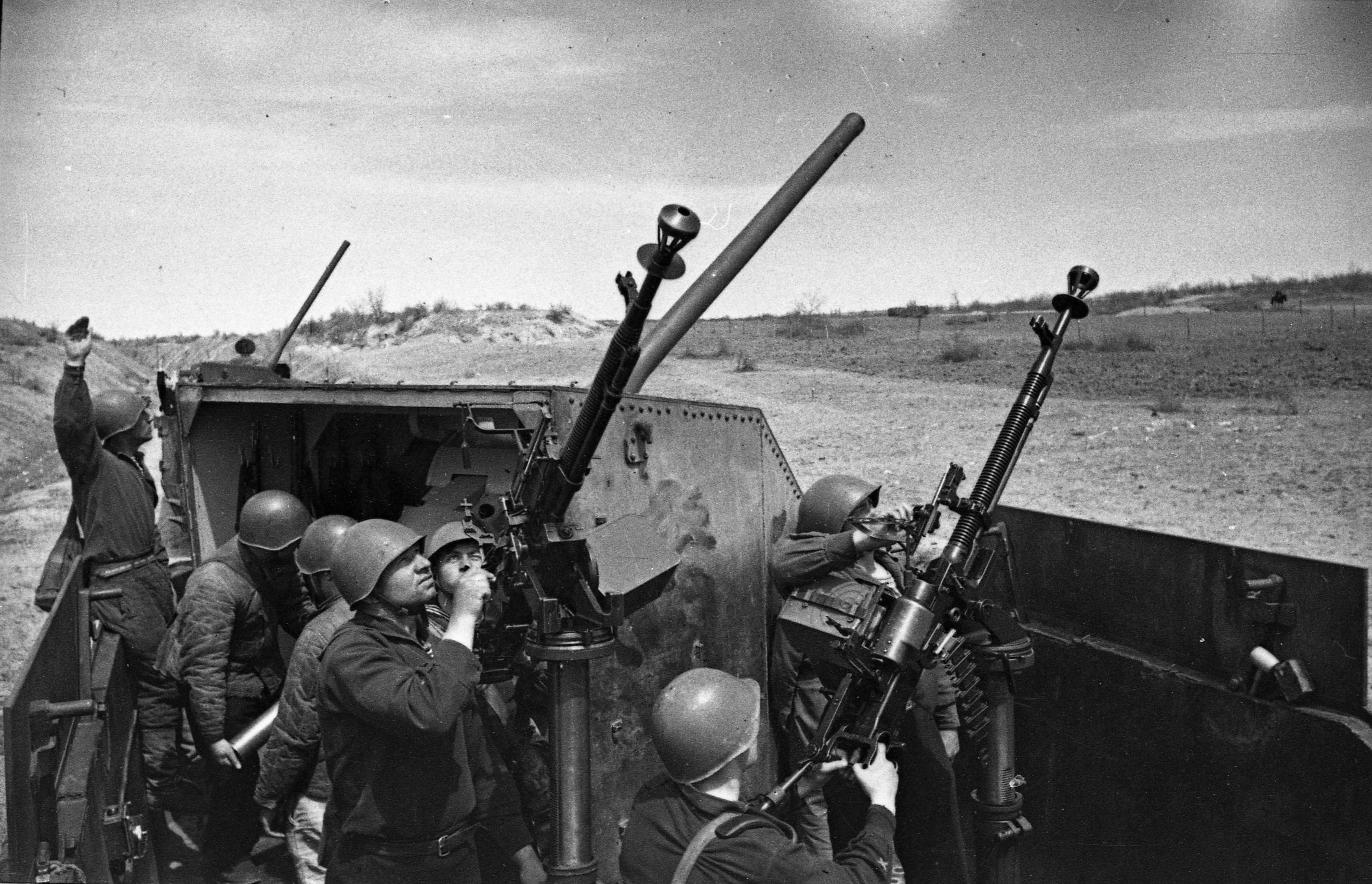
제레즈냐코프 해안 방어 열차의 대공포병들이 1942년 5월 독일 공습에 대비하여 DShK 기관총으로 무장하고 있다.

세바스토폴 방어는 주로 흑해 함대와 페트로프의 독립해안군 (오데사 포위전 이후 수송됨)에 의해 제공되었다. 흑해 함대는 49,372명의 병력을 보병으로 전투에 투입했다. 대부분은 지상 전투 훈련을 받지 않았으며, 이 행동은 임시방편의 비상 조치였다. 편성된 해군 여단은 4,000명의 병력으로 4~6개 대대를 구성하여 상당한 손실을 흡수할 수 있었다. 이 병력은 다양한 포병 및 박격포 대대를 보유하여 잘 무장되어 있었다. 해안군의 거의 20%가 해군 병력이었다. 독립해안군에서 가장 강력한 사단은 제95, 109, 172, 388소총사단이었다. 각 사단은 약 7,000명의 병력을 보유하고 있었으며, 나머지 붉은 군대 부대는 약 5,000명의 병력을 보유하고 있었다. 1942년 5월에는 약 5,000명의 증원 병력이 세바스토폴에 도착했다. 그러나 페트로프의 군대는 전차와 대공포가 부족했다. 수비대는 또한 식량과 박격포 탄약이 부족하여 소련군의 전력을 심각하게 약화시켰다. 본부와 전선 간의 통신 불량 또한 문제였다. 페트로프는 추축국의 공격에 신속하게 대응하기 어려웠다.
| 붉은 군대: - 해안포대 - 12개 대대 - 3개 포대 - 제1방어구역 - 제109소총사단 - 제388소총사단 - 제2방어구역 - 제386소총사단 - 제7해군보병여단 - 제3방어구역 - 제25소총사단 - 제345소총사단 - 제8해군보병여단 - 제79해군보병여단 - 제4방어구역 - 제95소총사단 - 제172소총사단 | 붉은 공군 및 소련 해군 항공대: - 제3특별항공단 - 제6근위해군전투기연대 - 제9해군전투기연대 - 제247전투기연대 - 제18지상공격연대 - 제23항공연대 - 제32근위전투기연대 - 제116해상정찰연대 | 소련 흑해 함대 - 전함 파리슈스카야 콤무나 - 중순양함 2척 - 경순양함 1척 - 함대 지휘함 2척 - 구축함 6척 - 소해정 9척 - 경비함 1척 - 잠수함 24척 |

## 1차 추축군 공세
독일 제11군의 첫 번째 임무는 크림반도로 진입하는 것이었다. 페레코프와 이슌은 크림반도를 우크라이나 본토와 연결하는 좁은 육상 회랑을 지키고 있었다. 에리크-오스카르 한센의 LIV 군단은 제45보병사단과 제73보병사단을 이끌고 6일간의 전투에서 2,641명의 사상자를 내면서 페레코프를 돌파했다. 소련군은 멜리토폴에서 제11군의 측면에 대한 반격을 감행했다. 만슈타인은 이를 처리하기 위해 다른 군단을 철수시켰다. 그 결과로 벌어진 전투는 공격하는 두 개의 소련군이 파괴되면서 끝났다. 이 위협이 처리될 무렵, 스탑카는 증원군을 급파하여 이슌에 또 다른 방어선을 구축했다. 다시 크림반도에 집중하라는 명령을 받은 만슈타인은 LIV 군단을 투입했고, 이번에는 독일 제22보병사단의 지원을 받아 공격에 나섰다. 소련군은 지역 공중 우위와 기갑 예비 병력을 보유하고 있었다. 또한 공격하는 독일 국방군보다 수적으로 우세했다. 그럼에도 불구하고 방어하는 소련 제51군은 후퇴했다. 독일 국방군은 12일간의 전투에서 5,376명의 사상자를 냈고, 붉은 군대는 훨씬 더 많은 사상자를 냈다. 10월 말까지 제51군은 궤멸되었고 크림반도로 전면 후퇴하고 있었다. 공중 상황도 바뀌었다. 도착한 전투비행단(Jagdgeschwader)은 추축국에 공중 우위를 안겨주었다.
10월 22일과 23일, 제3전투비행단 우데트 (JG 3), JG 52, 제77전투비행단 (JG 77)은 크림반도의 소련 공군력을 무력화시켰다. 이틀 동안 그들은 단 한 대의 손실로 33대의 소련 항공기를 파괴했다. 10월 18일부터 24일까지 6일 동안 140대의 소련 항공기가 손실되었고, 그 중 124대는 루프트바페 전투기에 의한 것이었다. 하인켈 He 111 (KG 26과 KG 51 소속)과 융커스 Ju 87 슈투카 (StG 77 소속)는 자유롭게 소련 지상 진지를 공격하여 10월 27일 소련 크림 전선의 붕괴에 기여했다.

### 세바스토폴 공세

#### 초기 전투

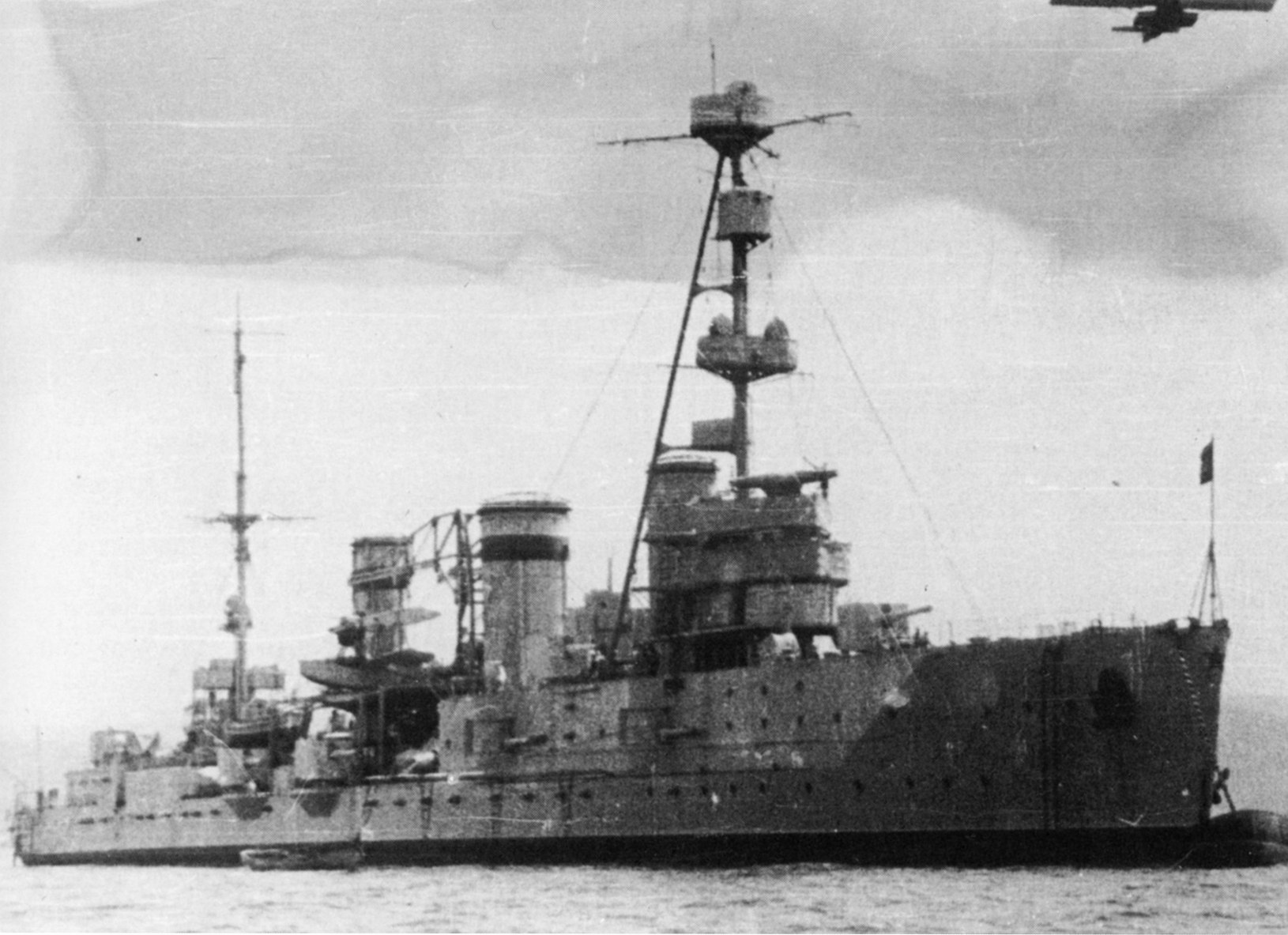
붉은 우크라이나. 11월 12일 StG 77의 Ju 87에 의해 침몰했다.

전선이 무너지고 추축국이 세바스토폴에 접근함에 따라, 1941년 11월 4일 필리프 오탸브르스키 부제독이 항구의 지휘권을 맡았다. 이 도시는 1941년에 111,000명의 민간인 인구를 가졌고, 대부분은 항구 주변의 세 개의 방어선 건설 작업에 투입되었다. 항구에서 전투에 투입될 수 있는 병력은 제7해군보병여단과 제8해군보병여단뿐이었다. 항구에 정박 중인 함선에서 더 많은 해군보병이 편성되었다. 제8해군보병여단은 마마차이-벨베크선 근처의 북동쪽 접근로를 방어하기 위해 파견되었다. 제7해군보병여단 (5,200명)은 메켄지아 근처의 중앙에 배치되었다. 오탸브르스키는 20,000명의 병력으로만 추축국의 진격을 늦추기 위해 12개의 해안대대에 크게 의존했다. 제62전투비행여단은 61대의 전투기를 기여하여 일시적인 공중 우위를 달성할 수 있었다.
10월 30일, 소련 방어군은 독일 제132보병사단의 선봉대를 감지하고 11월 1일 12시 30분에 제30포대의 305 mm 해안포로 포격했다. 독일군은 이 요새를 막심 고리키 1세 요새라고 명명했다. 독일 국방군은 결정을 강제할 충분한 공군 및 기동 부대가 부족했다. 대신 만슈타인은 한센의 LIV 군단에게 세바스토폴-심페로폴 철도를 따라 동쪽으로 얄타 방향으로 향하도록 명령했고, 제72보병사단은 발라클라바로 향하여 세바스토폴을 효과적으로 포위하도록 명령했다. 그곳에 도착하면 동쪽에서 세바스토폴을 공격할 것이었다. 제132사단은 상당한 진전을 보였지만 11월 2일 제8해군여단에 저지되었다. 독일 국방군은 428명의 사상자를 냈다. 만슈타인은 일주일간 정지 명령을 내리고 예비 병력을 끌어올렸다. 오탸브르스키는 함대를 이용하여 캅카스에서 23,000명의 병력을 추가로 들여왔다. 11월 9일, 페트로프의 군대가 투입되어 19,894명의 병사, 10대의 T-26 전차, 152문의 포병, 200문의 박격포를 보강했다. 붉은 군대는 이제 도시 지역에 52,000명의 병력을 보유하게 되었다. 루프트바페는 약하다고 여겨졌기 때문에 (대부분은 모스크바 공방전에 투입됨), 소련 해군은 중순양함 크라스니 카프카스, 경순양함 크라스니 크림과 붉은 우크라이나, 7척의 구축함을 항구를 보호하기 위해 유지했다.
루프트바페는 소련군의 방어를 방해하기 위해 최선을 다했다. 10월 31일, 구축함 보드리는 해안선을 따라 독일군 진지를 포격했다. StG 77 소속 Ju 87기가 공격하여 갑판과 상부 구조물에 기관총 사격을 가해 승무원 50명에게 부상을 입혔다. 11월 2일, KG 51 소속 융커스 Ju 88기가 순양함 보로실로프에 여러 발을 명중시켜 수개월 동안 무력화시켰다. 11월 7일, KG 26 소속 He 111기들이 세바스토폴에서 병사와 민간인을 철수시키던 여객선 아르메니야를 침몰시켰고, 5,000명의 승객 중 8명만이 생존했다. 11월 12일, StG 77은 순양함 붉은 우크라이나를 침몰시켰고, KG 26은 구축함 소베르셴니와 베스포샤드니를 손상시켰다. 그러나 루프트바페 부대들이 다른 전선과 작전 지역으로 파견되면서 소련군은 59대의 항공기(가동 가능한 항공기는 39대)로 다시 공중 우위를 달성했다.
만슈타인은 가능한 한 빨리 공격을 시작하고 싶었지만, 그의 병참선은 열악했다. 제95소총사단을 포함하여 항구 북부를 보호하는 강력한 소련군을 피하기 위해, 만슈타인은 소련 방어선의 중앙과 남부를 압박하기로 결정했다. 그는 독일 제50보병사단에게 체르나야 강 동쪽의 소련군 방어선 중앙을 정찰하도록 명령했다. 제132보병사단은 이 정찰을 지원했고, 세베르나야 만에서 4킬로미터 이내까지 진격할 수 있었다. 해안포대의 지원을 받은 제72소총사단은 이 공격을 저지하기 위해 이동했다. 제72보병사단은 계속해서 발라클라바 방면으로 전진했고, 제22보병사단이 공격에 합류했다. 두 척의 경순양함과 전함 파리슈스카야 콤무나의 포격 지원을 받아 붉은 군대는 이 공격을 저지했고, 만슈타인은 2,000명의 병력을 잃은 후 11월 21일 공세를 중단했다.

#### 12월 공세

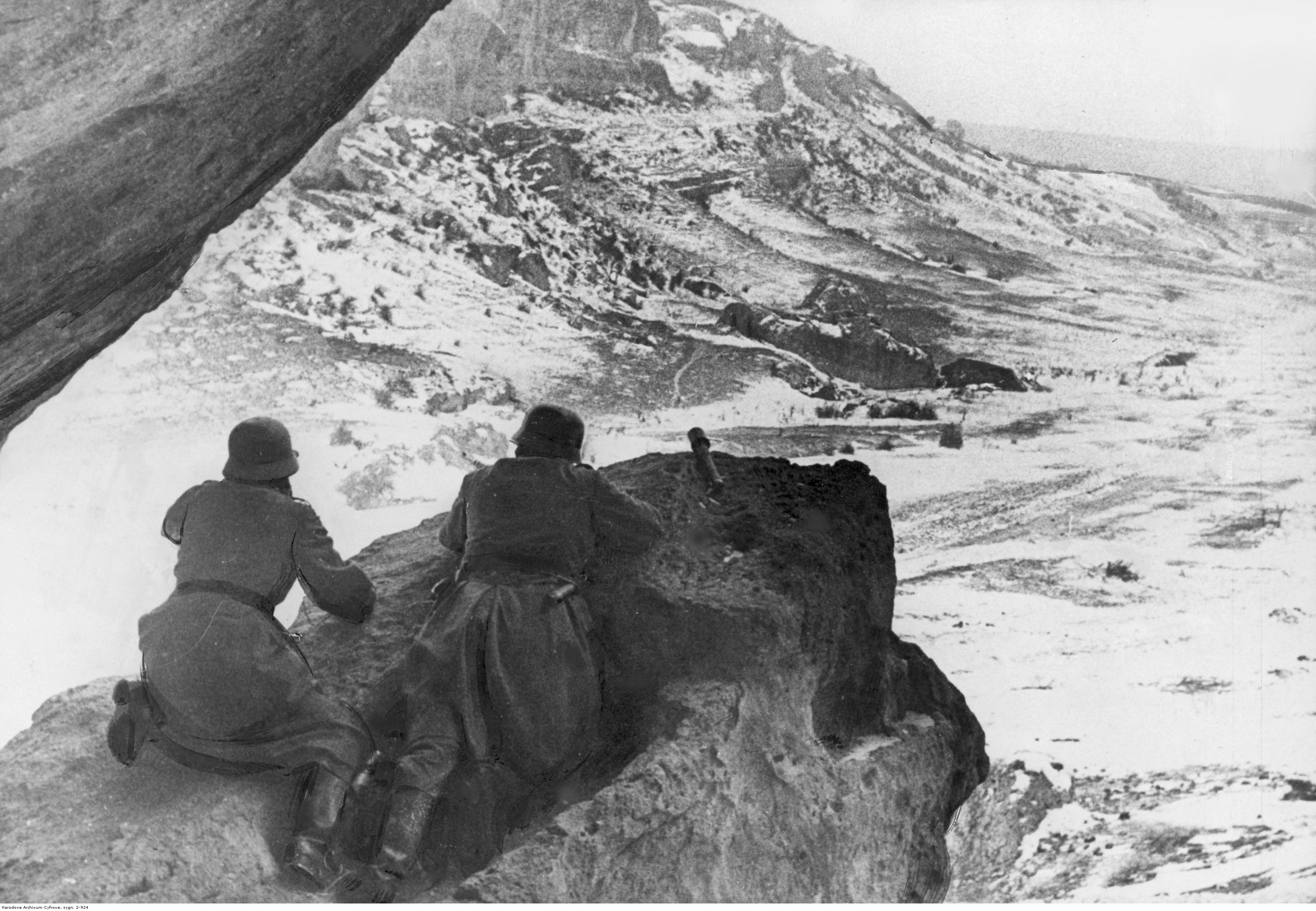
1941년 12월, 세바스토폴 근처에 있는 두 명의 독일군 병사

만슈타인은 항구를 빠르게 점령할 수 없음을 깨닫고 적절한 정밀 공세를 조직해야 한다는 것을 알았다. 12월에 독일군의 공세 작전이 중단되면서, 만슈타인은 동부 전선에서 유일하게 공세 임무를 맡은 사령관이 되었다. 그는 12월 17일까지 공격을 수행할 준비가 되지 않았다. 한편, 오탸브르스키는 이 기간을 이용하여 12월 7일부터 13일 사이에 제388소총사단 소속 11,000명의 병력을 세바스토폴로 수송했다. 소련 공병들은 광범위한 지뢰밭과 철조망을 설치하기 시작했다. 추축국의 공격이 시작될 무렵, 페트로프의 병력은 강력한 방어 진지를 구축하고 있었다. 해군 사령관은 페트로프에게 마마차이 근처의 포병 단지인 해안 포대 10을 유지하기 위해 벨베크강의 세바스토폴 북부 측면을 따라 해안을 사수하도록 요구했다. 반면에 독일 LIV 군단은 4개 보병사단 (제22, 24, 50, 132사단)에 15,551명의 병력만 보유하고 있었다. 당시 독일 제11군의 병력 중 7,000명 이상이 병상에 있었다. 또한 포병 탄약과 중포병도 부족했다. 가능한 한 많은 병력을 전투에 투입하기 위해 만슈타인은 케르치 근처의 제46보병사단과 2개 루마니아 여단만을 포함하는 약한 XLII 군단을 얄타에서 케르치까지 전체 전선을 방어하도록 남겨두었다.
공격은 12월 17일 06시 10분에 시작되었다. 제22보병사단은 벨베크 강에서 제8해군여단을 공격하여 해안 서쪽으로 밀고 나갔고, 제50보병사단과 제132보병사단은 소련군 중앙에 대한 고정 공격을 수행했다. 제22사단은 5일간의 전투 끝에 해군여단의 측면을 무너뜨리는 데 성공했다. 그러나 오탸브르스키는 병력을 세바스토폴 남쪽으로 철수시키고 마마차이를 포기하며 벨베크시와 벨베크 강 북쪽에 새로운 전선을 형성하도록 명령했다. 남쪽에서는 XXX 군단이 제72보병사단과 제170보병사단으로 돌파를 시도했지만 실패했다. 루마니아 제1산악여단의 도움을 받았음에도 불구하고 제172소총사단에 대한 소폭의 진전만이 있었다. 제79해군여단과 제345소총사단은 긴 겨울밤과 해군 우위를 이용하여 해상으로 증원되었다. 한편, 전함 파리슈스카야 콤무나는 독일군이 돌파를 위협할 때마다 포격했다. 붉은 군대가 케르치에 상륙 작전을 감행하면서 공세는 갑작스럽게 중단되었다.

### 케르치 상륙
1941년 12월 26일부터 30일까지 소련은 세바스토폴에 포위된 소련군을 구원하기 위해 케르치 반도에 상륙 작전을 시작했다. 이는 5개월 동안 교두보를 확보하고 유지하는 데 성공했다. 그러나 1942년 5월 독일이 주도한 버스타드 헌트 작전으로 교두보와 상륙을 지원하던 3개의 소련군이 파괴되었다. 이로 인해 만슈타인은 처음으로 모든 자원을 세바스토폴에 집중할 수 있게 되었다. 세바스토폴 전선은 조용해졌고 교착 상태에 빠졌다. 루프트바페는 소련 해상 통신에 대한 압력을 계속했고, 보급품은 여전히 통과했지만, 흑해 함대 사령관 오탸브르스키 부제독은 해안 포격 임무의 수를 줄여야 했다.

## 2차 추축군 공세

### 슈퇴르팡 작전

#### 소련군 방어

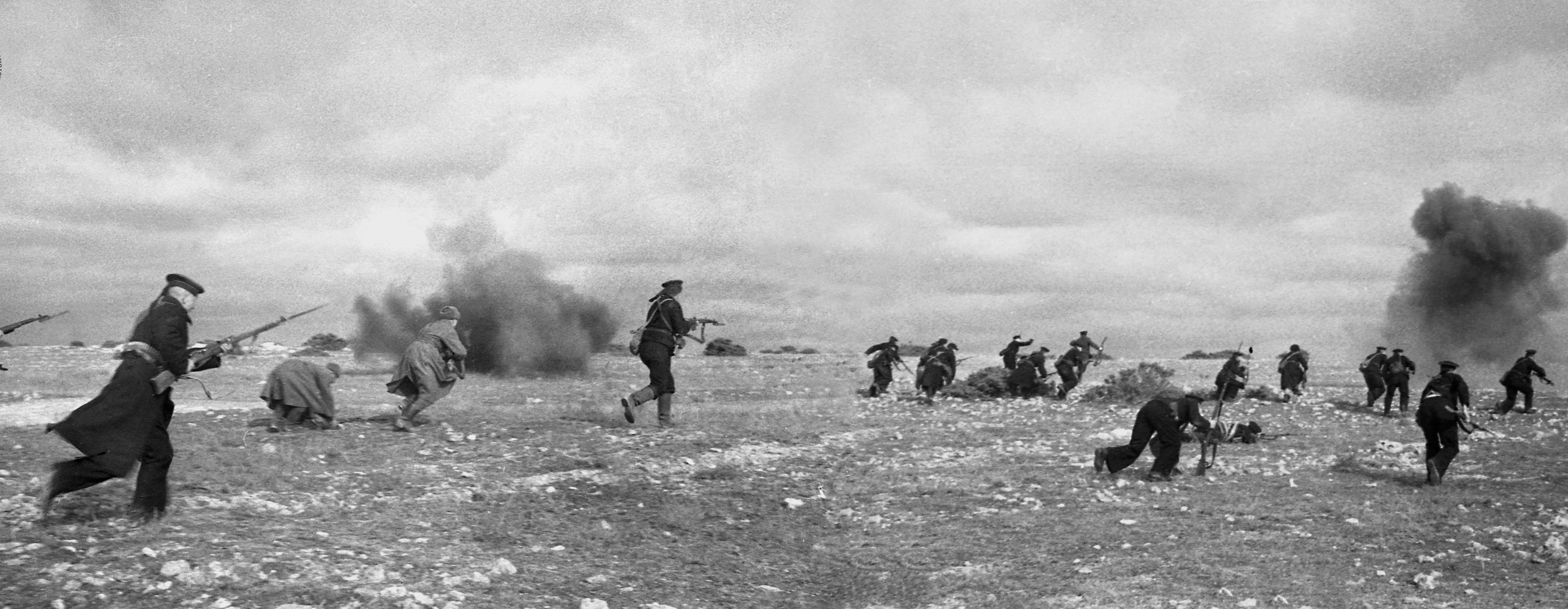
1942년 1월–2월, 세바스토폴 근처에서 공격하는 제79해군소총여단 해군보병

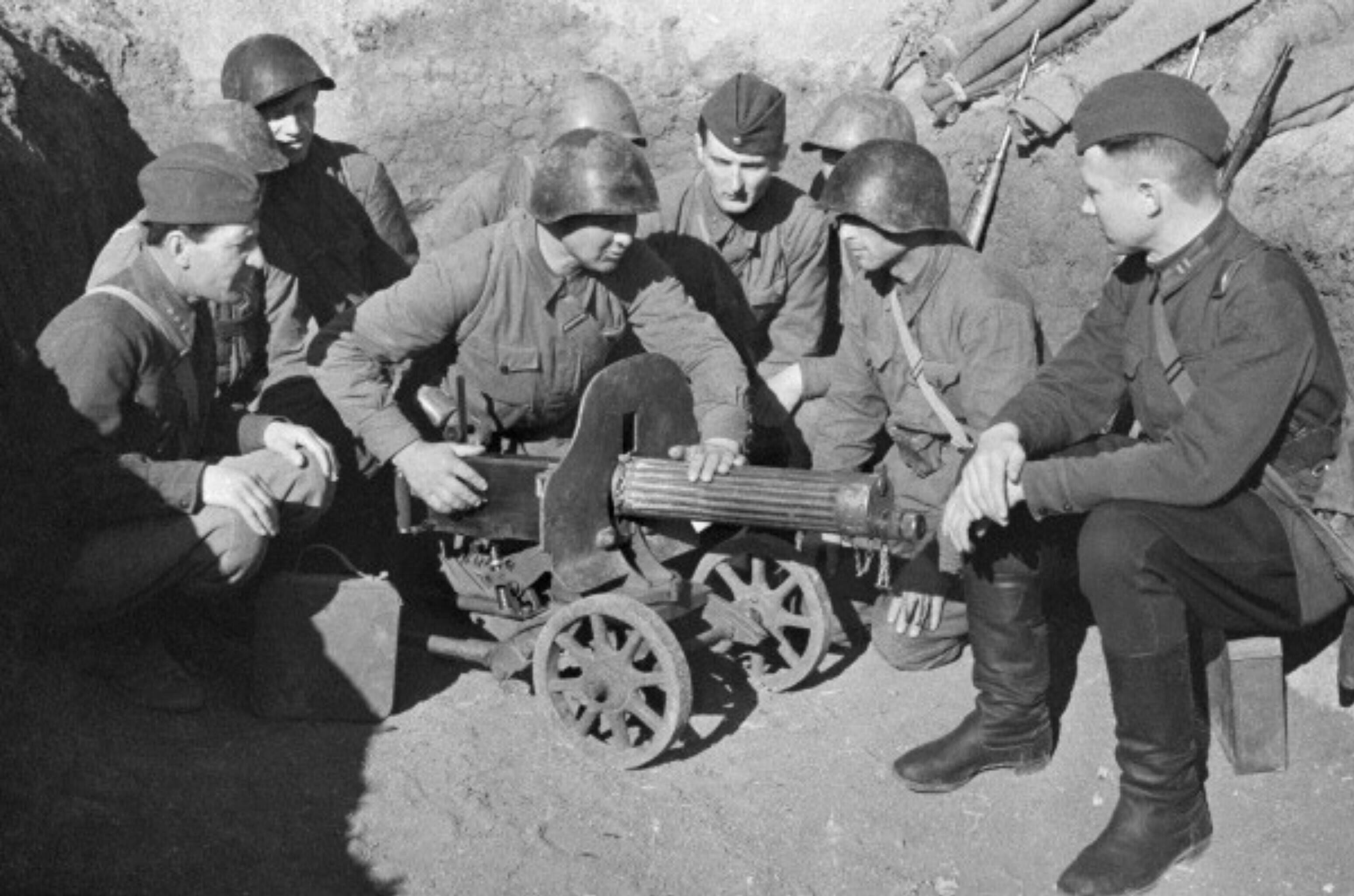
1942년 5월 세바스토폴에서 기관총 팀을 훈련시키는 소련군 정치위원

세바스토폴은 여전히 견고한 장애물이었다. 그 비행장은 붉은 공군이 추축국 점령 소련 해안선과 루마니아 본토를 공격할 기지를 제공했다. 또한 흑해 함대의 본거지이기도 했다. 주요 요새는 바다를 향하고 있었고, 육상 방어선은 도시를 15~20 km 거리에, 내부 방어선은 5 km 거리에 에워싸고 있었다. 인공 방어선을 강화한 것은 숲이 우거진 험준한 지형이었다. 세베르나야만 북쪽에는 11개의 포대와 요새가 있었다. 그들은 스탈린, 막심 고리키 1세, 몰로토프, 레닌과 같은 사기를 북돋우는 이름을 부여받았다. 이 지형은 제1해안군이 방어했다. 다른 곳에서는 붉은 군대가 기관총 진지와 45 mm 대전차 포병을 갖춘 수백 개의 목조 벙커를 건설했다. 외곽 방어선에는 콘크리트 벙커가 덜 일반적이었고, 37 km에 걸쳐 19개가 흩어져 있었다. 소련 공병들은 PMD-6 목조 대인지뢰, TMD-40 목조 대전차 지뢰, 철조망 장애물 지대 등 수천 개의 지뢰를 매설했다.
독립 해안군을 지휘하는 페트로프는 강력한 포병 전력을 보유하고 있었다. 페트로프는 약 455문의 포와 곡사포를 보유하고 있었다. 그중에는 34문의 152mm와 40문의 122mm 곡사포, 그리고 918문의 박격포가 있었다. 이 구경의 탄약은 2주간의 전투에 충분했지만, 82 mm 박격포 탄약은 부족했다. 크림 작전의 전투로 인한 피해는 컸고, 전차 및 대공포 지원은 거의 없었다. 표트르 모르구노프 소장 휘하의 추가 병력이 투입되었다. 해안 포병대는 포위전 대부분 동안 반독립적인 상태였으며, 초기에는 12개의 포대와 45문의 포를 보유했지만, 1942년 동안 더 많은 포가 추가되었다. 독일군의 6월 공세가 시작될 무렵, 소련군은 8문의 305 mm, 1문의 188 mm, 10문의 152 mm, 17문의 130 mm, 3문의 120 mm, 8문의 100 mm, 4문의 45 mm 포를 보유하고 있었다.

#### 추축군 병력

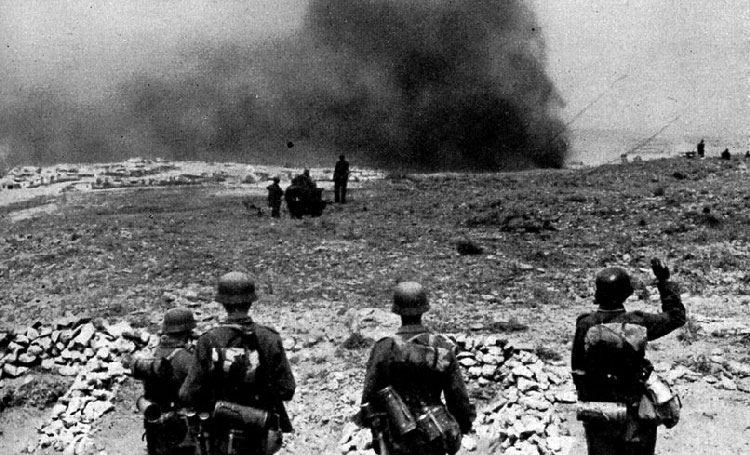
1942년 6월, 불타는 세바스토폴로 진격하는 독일 제11군 병사

이때쯤 추축국은 심각한 병력 및 포병 부족에 직면해 있었다. 독일 제11군 사단들은 초기 병력의 35~75%만을 보유하고 있었다. 독일 제22보병사단은 가장 강력한 사단이었지만 1,750명의 병력이 부족했고, 가장 약한 사단은 제132보병사단으로 2,300명의 병력이 부족했다. 제170보병사단은 다른 연대의 병력을 보충하기 위해 한 연대를 해체해야 했다. 세바스토폴의 독일 보병 병력은 취약한 병력이었으며, 만슈타인은 이를 낭비할 여유가 없었다. 독일군의 교리는 요새를 우회하는 것을 강조했지만, 이는 불가능했기 때문에 독일 보병은 요새를 하나씩 점령해야 했다. 이들을 지원하기 위해 약 65대의 3호 돌격포 돌격포가 투입되었다.
공격은 보병 돌격 그룹을 중심으로 편성되었는데, 각 그룹은 공병 소대와 몇 대의 돌격포의 지원을 받았다. 각 사단에는 두 개의 공병 대대가 배속되어 공격을 선도하고 고정 요새화 방어선을 돌파하도록 했다. LIV 군단의 여덟 개 대대는 각각 평균 약 386명의 병력을 포함하고 있었으며, 10~12개의 화염방사기, 28~30개의 지뢰 탐지기, 3,000kg의 고폭탄, 2,200개의 수류탄, 500개의 연막탄을 장비했다. 골리아트 무인 철거 차량을 사용하는 원격 조종 전차 부대인 제300전차대대는 요새 파괴를 위해 투입되었다. 포병의 총 수는 독일군 785문과 루마니아군 112문의 중형 및 중포로 구성되었다. 이들 대부분은 주 공격 부대인 LIV 군단의 지휘 아래 있었다. 이 무기고를 강화하기 위해 여러 초중포가 투입되었다. 세 대의 600mm 자주구포 카를 자주 박격포 (토르, 오딘 및 한 대의 다른 차량)와 한 대의 800 mm 포 (슈베어 구스타프)는 각각 1.4톤과 7톤의 포탄을 발사할 수 있었으며, 어떤 요새도 파괴할 수 있었다. 그러나 카를 자주구포는 사거리가 4~6,000미터에 불과하여 대포병 사격에 취약했다. 또한 600 mm 탄약은 201발, 800 mm 탄약은 48발만 사용할 수 있었다. 대부분은 보병 공격 전에 소모되었다.
독일 보병에게 더 유용했던 것은 2문의 280 mm 철도포였다. 2문의 420 mm, 2문의 355 mm 곡사포도 사용 가능했으며, 4문의 305 mm 박격포도 있었다. 420 mm 포는 모두 제1차 세계 대전 시대의 것이었으며, 사거리가 짧고 탄약이 제한적이었다. 약 9문의 283 mm 박격포도 사용 가능했지만, 이들은 1914년 이전의 무기였고 6문은 발사 중 파열되었다. 뮌헨 협정 이후 체코슬로바키아에서 획득한 포병인 스코다 305mm 모델 1911 곡사포도 사용 가능했다. 사단급에서는 268문의 105 mm와 80문의 150 mm 무기가 사용 중이었으며, 126문의 네벨베르퍼 보병 제압 로켓 발사기가 포함되었다. 전반적으로 독일 제11군의 포병은 현대적, 구식, 외국제 무기들의 혼합이었다. 공세를 위해 105mm 탄약 183,750발과 150mm 탄약 47,300발이 비축되었는데, 이는 12일간의 사격에 충분한 양이었다.
제11군을 강화하기 위해 루마니아군은 공격에 투입되었다. 루마니아 제18보병사단은 만재 병력이었고, 루마니아 보병은 충분히 있었다. 그러나 제18사단은 경험이 부족했고 예비군으로 구성되었다. 루마니아 제1산악사단은 정예 부대로 간주되었고, 그들의 추가는 유용할 것으로 입증되었다. 그들은 112문의 포를 사용할 수 있었지만, 거의 공병이 없었다. 포병과 지원 병력의 약점으로 인해 루마니아 제10군단은 정밀 보병 공격 외에는 독일군에게 의존할 수밖에 없었다.

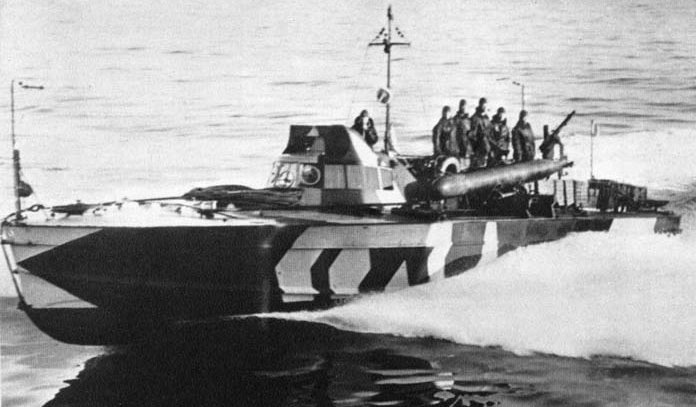
이탈리아 어뢰 무장 모터보트 (MAS) 보트

루프트바페는 추축 포병의 한계를 보완해야 했다. 강력한 공군 함대가 모였다. 제8항공군단 아래, 리히트호펜은 6개의 전투비행단(Bomber Groups)을 편성했는데, 이들은 6개의 다른 전투비행단(Bomber Wings): KG 51 에델바이스, KG 76, KG 100, 그리고 III. Gruppe/LG 1 전문 훈련 비행단에서 유래했다. StG 77의 급강하 폭격기 지원도 리히트호펜에게 주어졌다. 그는 Ju 87 3개 그룹을 동원할 수 있었다. 전투비행단(Jagdgeschwader) JG 3 우데트와 JG 77 헤르츠 아스는 공중 우위 작전을 위해 사용 가능했다. II. Gruppe/KG 26 뢰베는 제8항공군단이 수행하는 항공-지상 노력 외에 대선박 작전을 위해서도 사용 가능했다.
루프트바페는 지상 공격을 지원하고 소련 해상 통신에 대한 압력을 단독으로 유지할 수 없었다. 소련 해상 통신에 대한 대선박 작전에 KG 26만이 참여하고 있었으므로, OKW는 크릭스마리네에게 에스보트 (S-보트) 어뢰정을 공급하여 항구를 보급하고 철수시키는 소련 함선을 제거하는 데 도움을 줄 것을 요청했다. 92톤급 보트를 해체하여 철도로 루마니아 항구로 이동시키는 데는 너무 오랜 시간이 걸릴 것이었다. 도움을 구하는 드문 요청으로, 독일군은 어뢰정 작전에 대한 이탈리아 동맹국의 전문 지식을 알고 있었기에 그들에게 도움을 요청했다. 이탈리아 왕립 해군은 제101해군비행대를 파견했는데, 이들은 유능한 프란체스코 밈벨리 프리게이트 함장 지휘하에 9척의 어뢰정과 9척의 해안 잠수함을 가져왔다. 이탈리아 보트는 24톤, 잠수함은 35톤에 불과하여 트럭과 바지선으로 운송하기가 더 쉬웠다. 이 비행대는 페오도시야와 얄타에 주둔하여 포위전에 참여한 유일한 추축 해군 부대가 되었다. 주로 소련의 보급 노력에 대한 공격 작전에 참여했다.

### 전투

#### 공중 공세

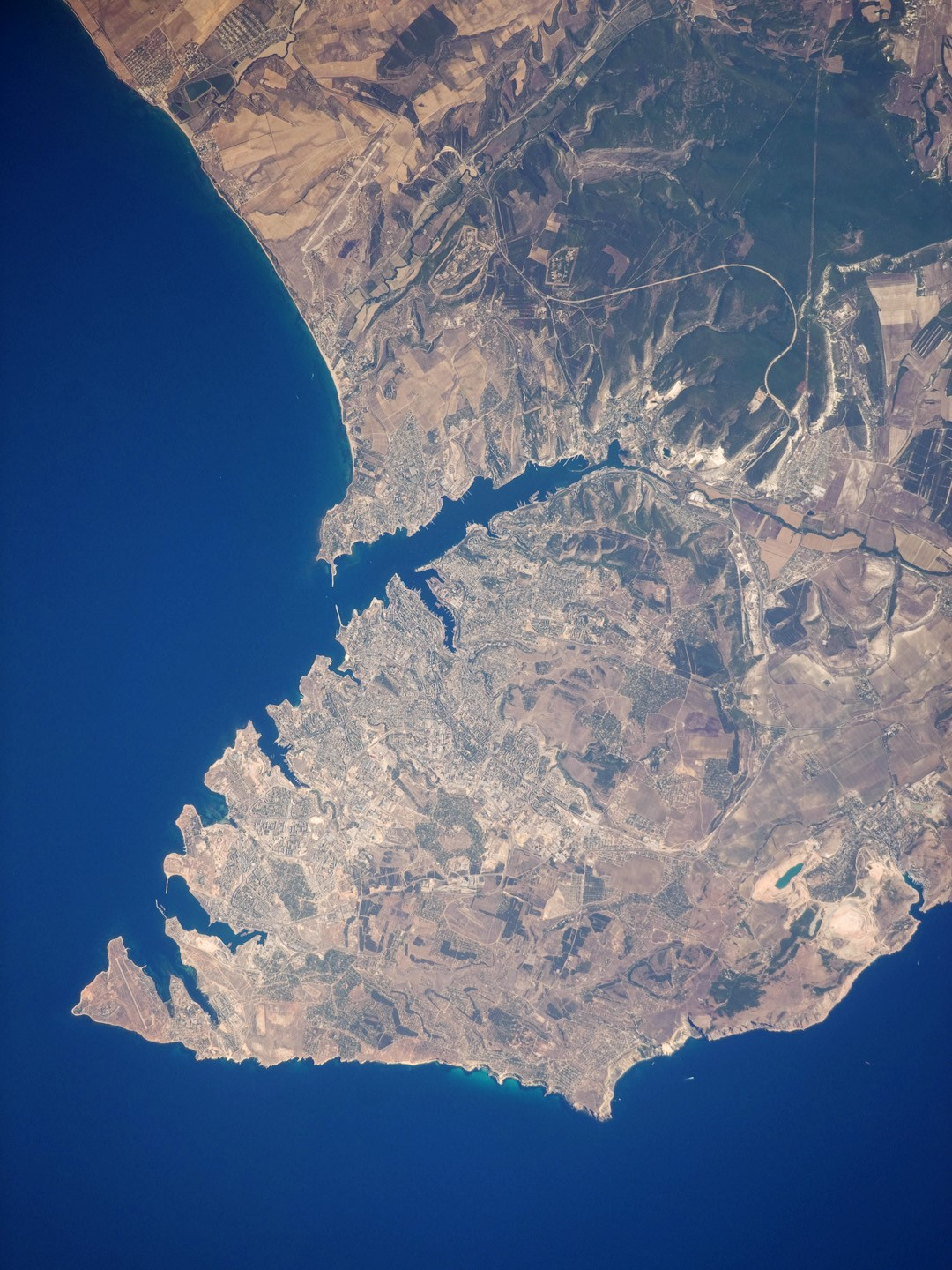
세바스토폴 지역의 인공위성 사진. 항구 동쪽에 위치한 고지대와 계곡의 울창한 숲 지형에 주목하라.

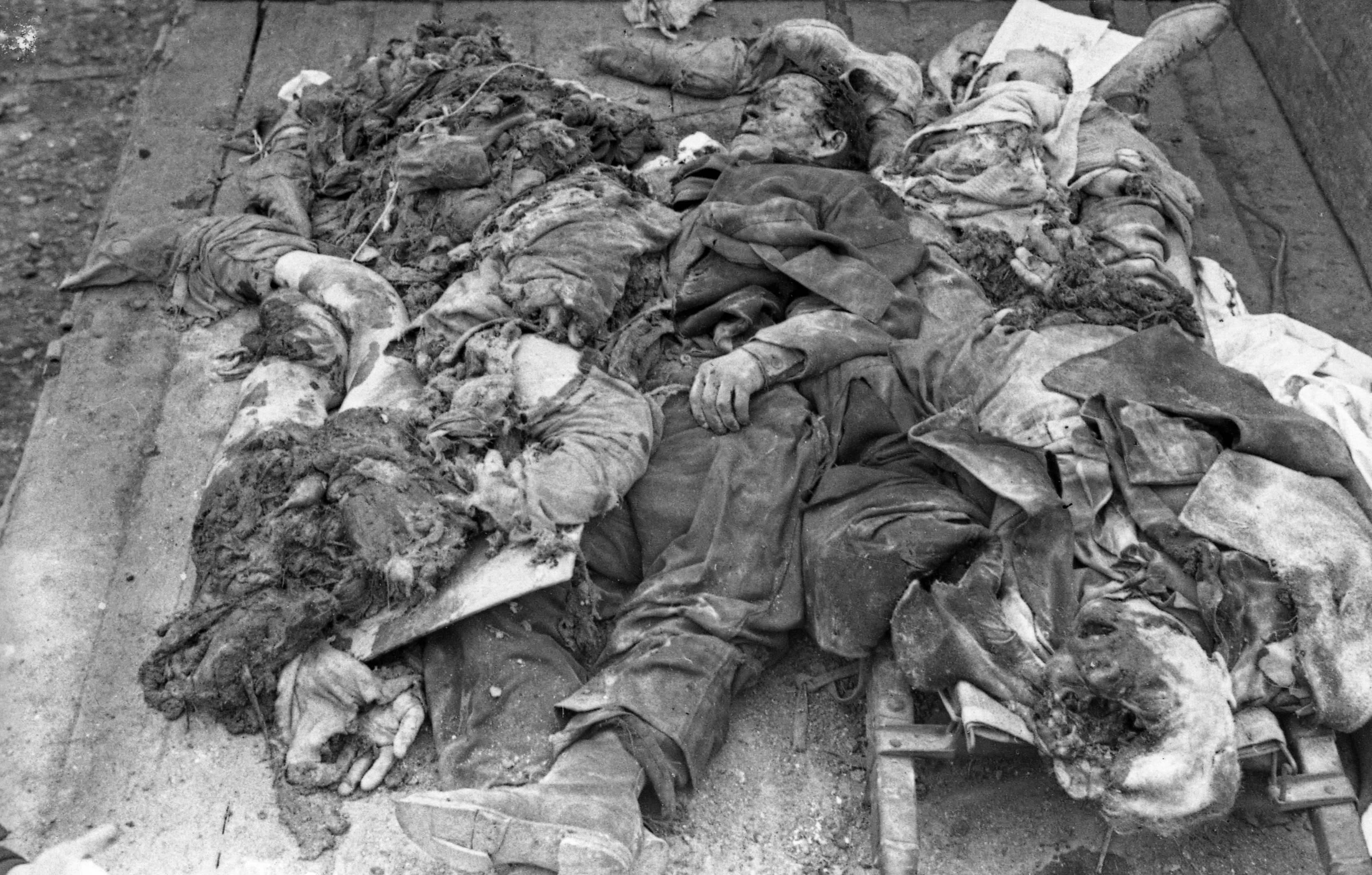
1942년 세바스토폴 폭격 희생자 시신

만슈타인은 주 지상 작전이 시작되기 전에 루프트바페의 전면 공격을 요구했다. 세바스토폴에서 불과 70km 떨어진 곳에 위치한 독일 편대는 목표에 도달하기 전에 고도를 올릴 시간이 거의 없었다. 제8항공군단은 도시 북쪽과 남동쪽을 따라 폭격 작전을 시작했다. 동시에 독일 중형 폭격기들은 도시 전체에 걸쳐 연속적인 공격을 수행했으며, 이는 LG 1을 제외한 모든 부대가 대공포 시설을 제압하는 데 참여했다. 유류, 전기, 물 펌프, 항구 시설, 잠수함 기지는 StG 77 Ju 87에 의해 공격받았다. 리히트호펜은 전선 가까운 관측소에서 폭격을 지켜봤다. 목표물은 심하게 손상되었고, 항구 도시 전역에 화재가 발생했다. 루프트바페는 첫날 723회의 임무를 수행하고 525톤의 고폭탄을 투하했다. 심한 대공포 사격에도 불구하고 Ju 87은 단 한 대만 손실되었다.
루프트바페의 주력이 육상 전투에 몰두하는 동안, III./KG 26은 소련 해상 통신을 차단하려 했다. 그들은 유조선 미하일 그로모프를 침몰시켰지만, 함대 지휘함 타슈켄트, 구축함 베주프레치니, 수송선 아브카지야는 요새로 2,785명의 병력을 들여보내는 데 성공했다. 항공 지원은 6월 3일 643회, 6월 4일 585회, 6월 5일 555회로 계속되었으며, 일부 독일 승무원은 하루 평균 18회의 임무를 수행했다. 6월 7일 지상 공격이 시작될 무렵, 루프트바페는 3,069회의 출격을 했고 2,264톤의 고폭탄과 23,800개의 소이탄을 투하했다. 투하된 폭탄 중 상당수는 1,000kg SC 1000, 1,400kg SC 1400, 2,500kg SC 2500 폭탄이었다. 중구경 무기는 소련의 콘크리트 벙커를 겨냥했다. 북부 전선에서 제172소총사단을 지휘하던 이반 라스킨은 다음과 같이 회상했다. "20~30대의 폭격기들이 목표물을 가리지 않고 우리를 공격했습니다. 그들은 끊임없이 몰려와서 우리 방어 지역 전체의 땅을 말 그대로 갈아엎었습니다. 독일 항공기들은 하루 종일 우리 진지 위 하늘에 떠 있었습니다. 하늘은 수천 개의 폭탄과 포탄 폭발로 인한 연기로 뒤덮여 점점 더 높이 솟아올라 결국 태양을 가렸습니다." 1942년 6월 세바스토폴에 대한 독일군의 공습 작전은 바르샤바, 로테르담 또는 런던에 대한 독일군의 폭격을 훨씬 능가했다. 6월 3일부터 6일까지, 루프트바페는 2,355회의 작전을 수행하고 1,800톤의 고폭탄을 투하했다.
6월 7일, 만슈타인은 지상 공격을 명령했다. 루프트바페는 1,368회 출격하여 소련 진지에 1,300톤의 폭탄을 투하했지만, 소련 보병은 버텼다.

#### 지상전: 6월 7일~10일

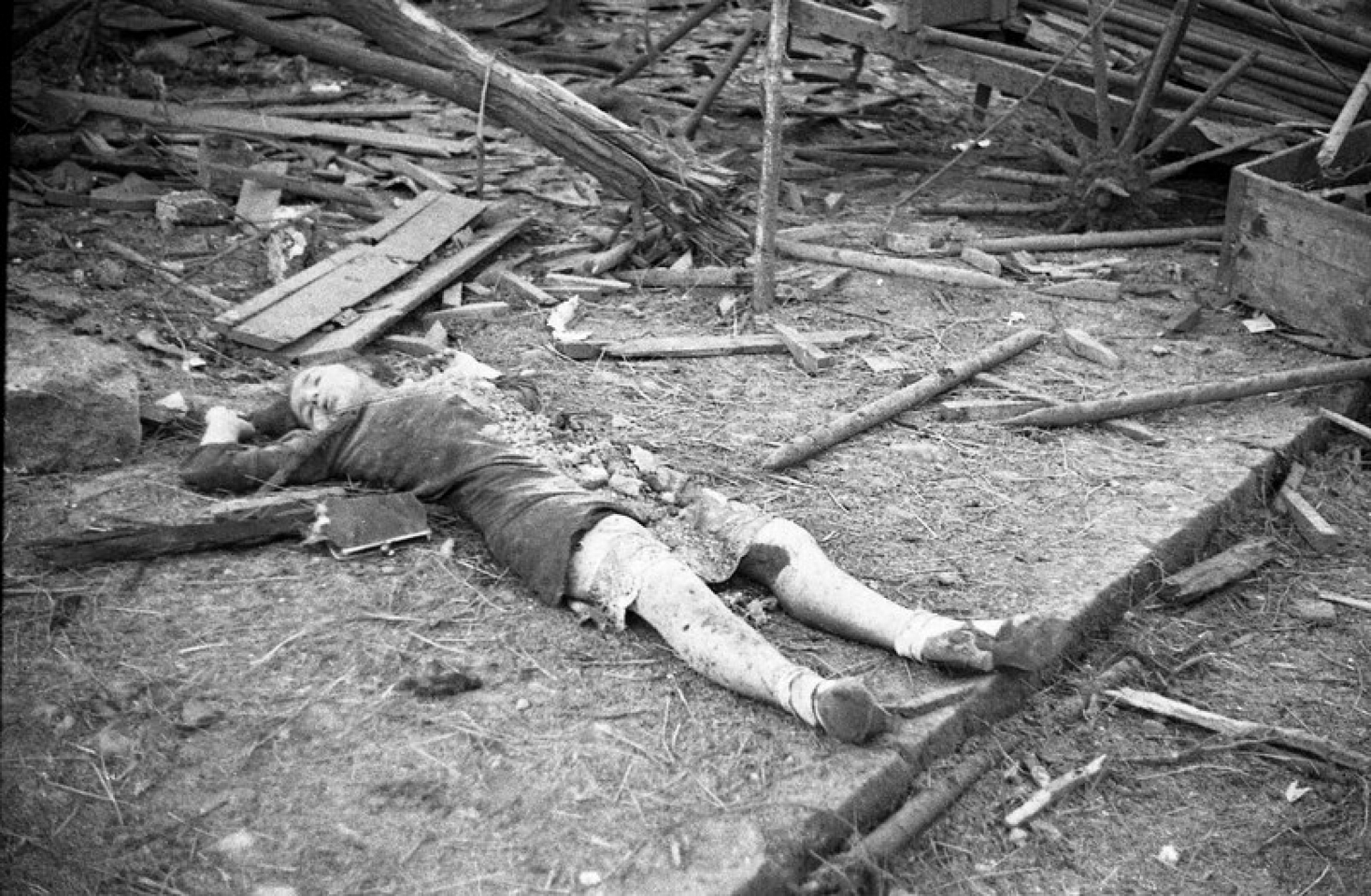
세바스토폴 폭격 희생자 여성

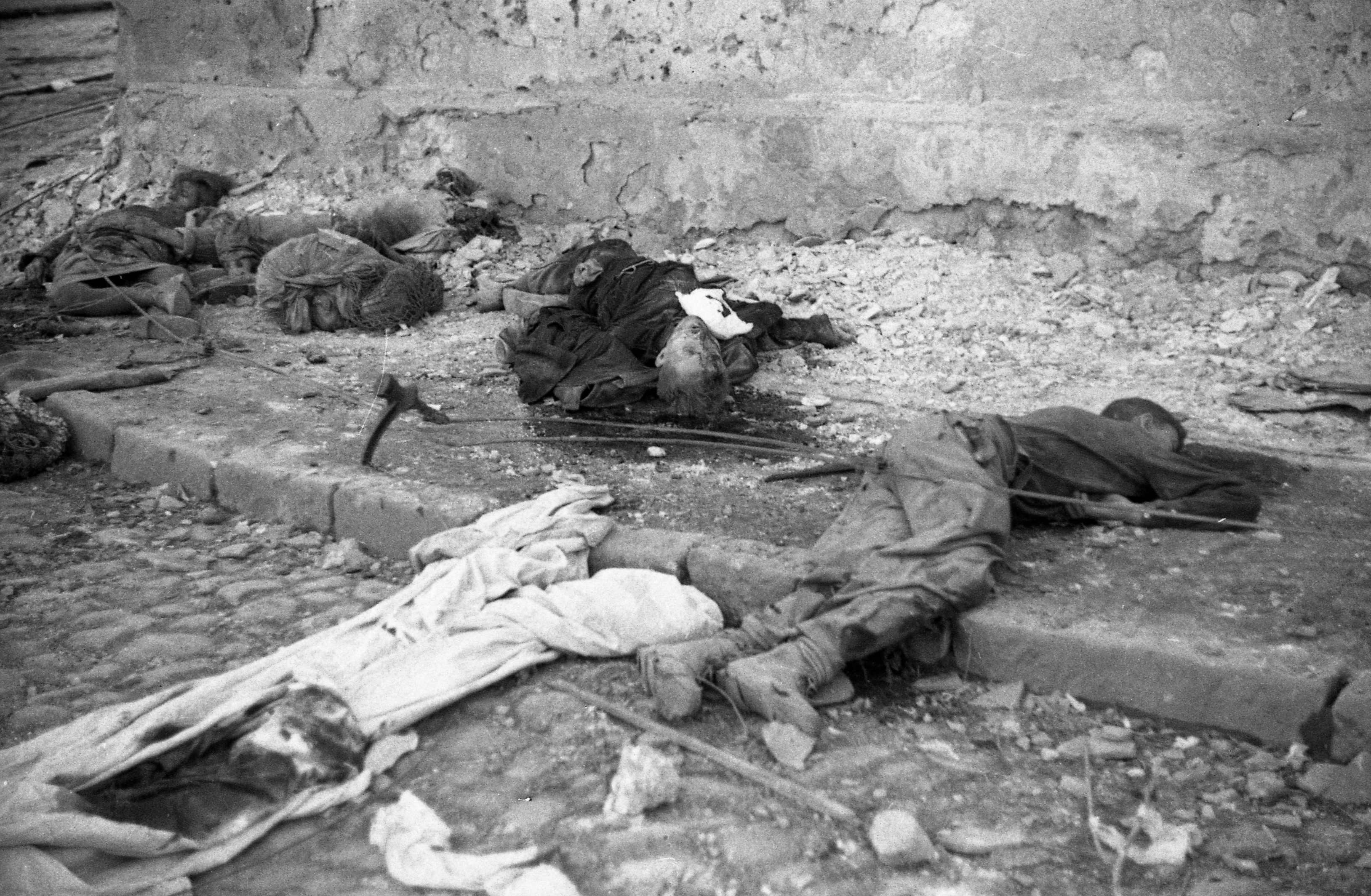
1942년 5월 세바스토폴 독일군 폭격으로 인한 민간인 사상자

LIV 군단은 주 공격을 개시할 예정이었다. 도시의 북동쪽 가장자리에 위치한 그들은 가장 저항이 적은 벨베크 강을 가로질러 공격했고, 독일 XXX 군단과 루마니아 산악 군단은 각각 남쪽과 중앙에서 저지 공격을 수행했다. 후자의 두 군단은 6월 8일까지 주요 작전을 시작하지 않았다.
포병 포격은 105 mm 포격으로 벙커를 목표로 삼았으며, 보통 10~25발을 받았다. 독일 FlaK 36 37 mm 포도 기관총 진지를 제거하는 데 효과적이었다. 독일군은 또한 88 mm 포병 포를 빠르게 끌어올려 벙커 개구부에 직접 사격했다. 6월 2일부터 6일까지, 독일 제11군은 사전 포격에 탄약의 9% (42,595발, 2,449톤의 탄약에 해당)를 소비했다. 철도 포도 주요 요새와 철도선에 몇 발을 발사했지만, 대부분 상당한 거리만큼 빗나갔다. 가장 가까운 포탄은 목표물에서 80미터 떨어진 곳에 떨어졌다. 소련 탄약고도 이 무기들의 목표가 되었지만, 효과는 없었다. 주요 요새인 스탈린 요새, 몰로토프 요새, 막심 고리키 요새 (LIV 군단의 진격 경로에 있었음)는 여전히 활동 중이었다. 6월 6일 오후까지는 카를 자주구포 3호, 즉 토르라는 별명을 가진 60 cm 구경 박격포탄 한 발이 막심 고리키의 두 번째 포탑을 무력화시켜 무기를 손상시켰다. 이것이 독일 초중포의 유일한 성공이었고, 그들의 비용에 상응하는 영향을 미치지 못했다. 루프트바페는 Ju 87을 사용하여 요새의 통신 시스템을 무력화시킴으로써 더 큰 영향을 미쳤다.

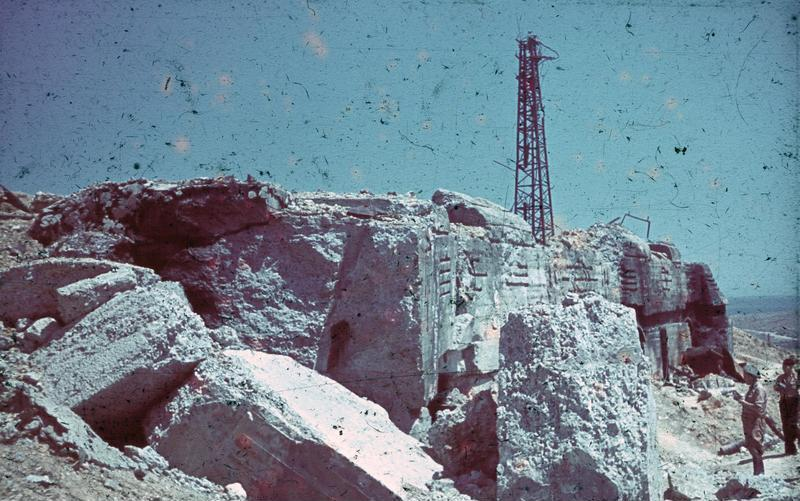
전투 후 파괴된 소련 벙커.

1942년 6월 7일 아침, 독일 보병은 조심스럽게 진격하기 시작했다. XXX 군단은 제7해군여단과 제388소총사단이 방어하는 남부 진지를 공격했다. 독일 보병은 항공 및 포병 지원을 받으며 진격했다. 보병은 자신들의 화력 지원을 두려워하며 충분히 가깝게 진격하지 못했다. 포격 또한 충분한 효과를 내지 못했다. 소련군은 독일군이 사정거리 내에 들어올 때까지 사격을 보류하다가 사격을 시작했고, 거의 진전이 없었다. 리히트호펜은 보병의 두려움에 화가 나서 그 날을 "정말 실망스러운 날"이라고 불렀다. 다음 며칠도 별반 다르지 않았는데, 루프트바페가 1,200회 출격했음에도 불구하고 그랬다. 작전 속도는 장비와 병력을 지치게 만들었다. 승무원들은 종종 항공기에서 내리지 않고 휴식 없이 세 번 또는 네 번 출격했다.
LIV 군단은 소련 방어선 제3구역과 제4구역의 경계에서 북쪽으로 공격을 시작했다. '슈베어 구스타프' 무기는 탄약고에 계속 발사했지만 효과는 없었다. 그럼에도 불구하고 제132보병사단은 강까지 진격할 수 있었다. 600mm 포들은 해안 포대와 막심 고리키 요새에 집중했다. 한편, 독일 제22보병사단은 더 동쪽으로 공격했다. 이 구역을 방어하던 제79해군보병여단 소속 소련군 증원 병력 약 200명이 포격으로 손실되었지만, 주요 방어선은 버텼다. 이 여단은 예비 병력 대부분을 유지하고, 벨베크강 전선의 언덕 지형을 방어하기 위해 단 한 개 중대만 투입했다. 독일 돌격 그룹은 08시 15분까지 첫 번째 방어선과 예비 방어선을 돌파했다. 독일군은 지뢰가 빽빽하게 깔린 지역을 통과해야 했으며, 이로 인해 진격 속도가 느려지고 소련군이 부분적으로 회복할 수 있는 시간을 벌었다. 제50보병사단과 제24독일보병사단의 지원 작전은 실패하여 독일 국방군에게 12대의 StuG 돌격포를 잃게 했다. 원격 조종 철거 장치는 지형이 적합하지 않아 효과적이지 않았다.

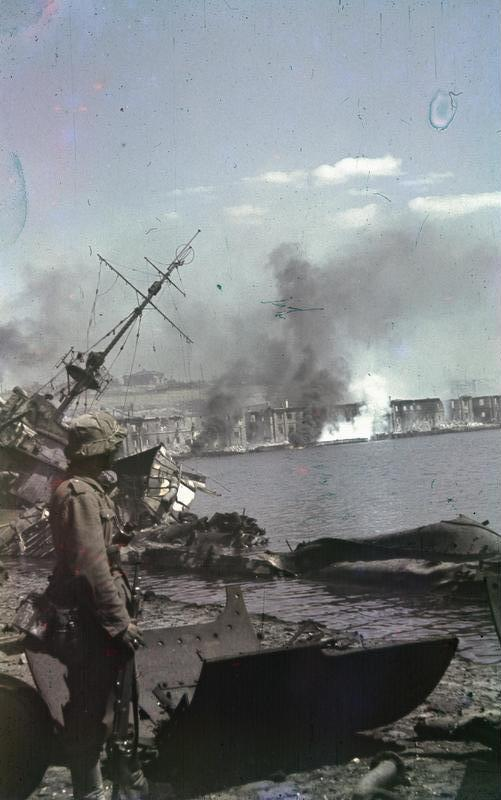
세바스토폴 항구에서 침몰한 소련 구축함 옆에 있는 독일군 병사

17시 15분까지 벨베크시는 확보되었다. 제22보병사단은 제25소총사단의 방어선을 돌파하는 데 상당한 진전을 보였다. 제50보병사단은 제22사단의 좌측면을 지원했다. 이제 독일군이 마주한 것은 하치우스 능선이었으며, 그곳에는 막심 고리키 요새가 있었다. 이 요새는 동쪽에 몇 개의 작은 요새로 측면이 보호되었다.
이제 제132보병사단은 제22보병사단 및 제50보병사단과 협력하여 막심 고리키 요새에 대한 협공 작전을 수행하여 방어군을 해안으로 몰아붙이도록 명령받았다. 제132사단은 요새 북쪽에 있는 제95소총사단 진지로 진격했고, 다른 두 사단은 측면 공격을 감행했다. 독일군은 막심 고리키 남동쪽의 주요 철도역에 가까워지면서 진격했지만, 제172소총사단에 의해 전면적인 돌파는 저지되었다. 제22보병사단과 제50보병사단은 하치우스 능선 동쪽에서 그들을 마주한 제25소총사단의 박격포 포격에 심하게 노출되어 막대한 사상자가 발생했다. 18시까지 독일군의 공격은 소진되었다.
LIV 군단의 6월 7일 손실은 4개 사단에서 2,357명의 사상자(340명 전사 포함)가 발생했다. 또한 3,939톤의 탄약을 소비했다. 제132사단은 정오까지 모든 기본 탄약 적재량을 소진했다. 다른 한편으로, 벨베크 동쪽과 남동쪽에 있는 강력한 소련 방어선은 압도되었고, 독일군은 소련의 빽빽한 방어선을 2km나 진격하는 데 성공했다. 소련군의 사상자 또한 심각했다. 3개 대대가 사실상 파괴된 것으로 추정된다.
만슈타인은 6월 8일의 실패의 심각성을 인식했다. 그는 벨베크 강 전선에서 도시 북쪽의 제79해군여단과 제95, 172소총사단과 교전 중인 제132보병사단이 "전력의 한계에 다다르고 있다"고 우려했다. 다시 한번 육군은 루프트바페에게 지원을 요청했다. 리히트호펜은 소련 보급선에 대한 공격을 명령함으로써 응답했다. 같은 날, KG 100을 포함한 독일 폭격기들은 소련 함선에 대한 공격을 시작했다. 그들은 구축함 소베르셴니와 측량선 기유이스를 침몰시켰고, 4,727톤 수송선 아브카지야와 구축함 스보보드니는 6월 10일에 뒤따라 침몰했다.

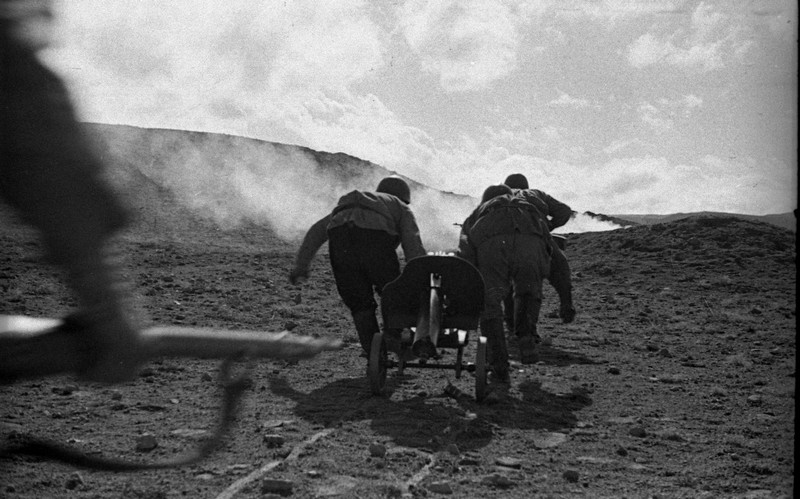
1942년 봄, 제25소총사단 소속 막심 기관총 승무원이 진지를 옮기고 있다.

6월 8일부터 12일까지의 기간은 소모전으로 변모했다. 여러 소련군의 반격은 막대한 손실을 입고 격퇴되었다. 독일 LIV 군단은 제3구역과 제4구역의 경계에 있는 돌출부를 3km까지 확장하여 페트로프가 방어선을 강화하기 전에 돌파하기로 결정했다. 제132보병사단은 하치우스 능선을 장악했고, 제22보병사단은 소련 제79해군보병여단의 대부분을 압도했다. 소련군은 6월 10일에 반격을 시도했지만 격퇴되었다. 소련군은 루프트바페의 지원을 받아 효과적으로 파괴되었는데, 루프트바페는 개방된 공간에 노출된 소련 보병에 대해 대인 폭탄을 사용했다. 오직 한 대대(소련 제1대대/제241소총연대)만이 독일군이 막심 고리키 요새를 포위하는 것을 막을 수 있는 위치에 있었다. 그럼에도 불구하고 6월 8일 LIV 군단은 1,700명의 병력을 잃었다. 그 대가로 소련군 방어선에 대한 교두보는 깊이 3km, 너비 5km로 확장되었다.
남부에서 XXX 군단은 4일간의 공격에서 진전을 보지 못했다. 그들은 제109소총사단의 손에 496명의 사상자를 냈다. 제28경보병사단과 제72보병사단은 제109소총사단과 제388소총사단에 맞서는 소련군의 방어선을 뚫는 데 성공했다. 외곽 방어선은 일부 지역에서 돌파되었지만, 대부분은 6월 12일에도 소련의 수중에 있었다. 사푼 능선 (사푼 고라)의 주요 방어선은 뚫리지 않았다. 소련군의 사상자는 700명의 포로를 포함하여 2,500명에 달했다. 6월 13일까지 XXX 군단은 394명의 전사자를 포함하여 2,659명의 병력을 잃었다.

#### 공중-지상 작전: 6월 11일~15일

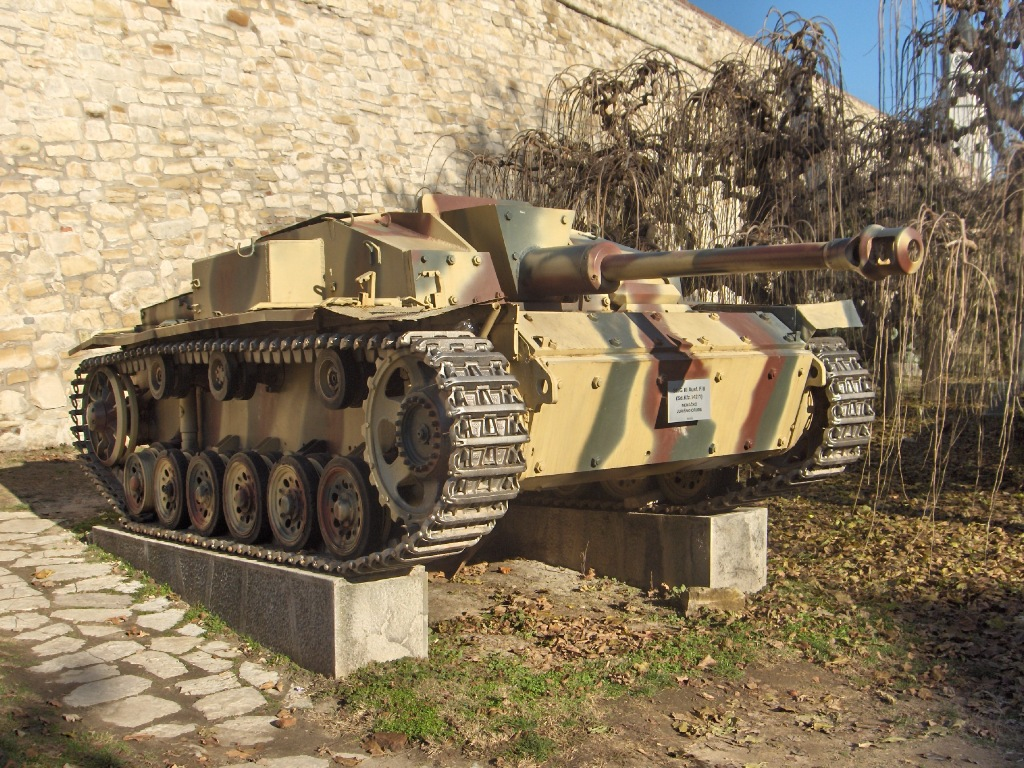
StuG III 이 차량은 스탈린 요새를 격파하는 데 기여했다.

독일군이 주요 기차역으로 느리게 진격하는 동안, 페트로프는 손상된 제172소총사단을 철수시키고 제345소총사단으로 교체했다. 제95소총사단은 북쪽에서 제132사단의 진격을 저지했다. 비교적 조용한 날이었음에도 불구하고 6월 10일에는 소련 제79해군여단이 전멸했으며 LIV 군단은 2,772명의 병력을 잃었다. 독일 제132사단과 제50사단 사이의 연결점을 겨냥한 소련 제345사단의 반격은 루프트바페에 의해 격퇴되었다. 6월 11일부터 12일까지 LIV 군단은 1,957명의 병력을 추가로 잃었다. 붉은 군대는 모든 예비 병력을 투입했으며 위험할 정도로 병력이 얇게 퍼져 있었다. 한 번 더 밀어붙이면 북부 전선이 무너질 수도 있었다. 그러나 이때 지친 독일 보병은 증원군과 탄약이 부족했다.
대조적으로, 흑해 함대는 루프트바페의 공격에도 불구하고 증원군을 들여오고 있었다. 6월 12일 순양함 몰로토프와 구축함 비디텔니는 2,314명의 병사, 190톤의 탄약, 28문의 포병을 수송했다. 루프트바페는 이러한 수송선단에 주의를 돌렸다. 6월 13일에는 수송선 그루지야와 TSch-27, 초계정 SKA-092, 모터보트 SP-40, 5척의 바지선, 그리고 부유식 크레인을 침몰시켰다. 6월 15일에는 또 다른 3,400명의 병사, 442톤의 탄약, 30톤의 연료, 12톤의 보급품이 소련군 진지를 보강했다.
루프트바페는 6월 11일에 1,044회 출격하여 954톤의 폭탄을 투하했다. 탄약 소모율은 폰 리히트호펜의 병참망에 부담을 주어 더 이상 대규모 폭격 작전을 수행할 수 없었다. 6월 11일, 그는 이틀치 미만의 탄약이 남았다고 추정하여 전술 변경이 필요했다. 융단 폭격 대신, 동시 공격 목표를 줄이고 항공기는 길고 좁은 선으로 지정된 목표물을 공격할 것이었다. 이는 탄약 낭비 없이 정확한 압력을 유지하도록 고안되었다. 그러나 이것도 장기적인 부족을 완화하는 데 실패했다. 6월 17일까지 항공 연료 부족으로 루프트바페는 계획된 1,000톤 대신 800톤의 폭탄만 투하했다. 이 지역의 루프트바페의 어려움에 더하여, 폰 리히트호펜은 다가오는 독일군의 남부 러시아 여름 공세인 블라우 작전을 지원하기 위해 쿠르스크 근처의 군단 본부를 준비하기 위해 전근되었다. 그는 공식적인 지휘권을 유지했지만, 적어도 제4항공함대의 지휘권을 부여받을 때까지는 그랬고, 볼프강 폰 빌드가 세바스토폴 상공의 항공 작전을 인계받았다.
6월 13일 제22보병사단의 주요 목표는 세베르나야 만으로의 진격을 막는 스탈린 요새였다. 그곳은 어려운 위치였다. 요새의 방어 시설은 소련군이 돌파구에 집중적으로 포병을 배치할 수 있었고, 기관총 진지가 남쪽과 동쪽 공격으로부터 요새를 보호했지만, 북쪽 공격에는 취약했다. 게다가 제345소총사단의 병력은 200명만 배치되어 있었다. 독일군은 6월 13일 03시 00분에 불과 813명의 병력으로 이 진지에 대한 공격을 시작했다. 제3대대는 양동 작전으로 남동쪽에 위치한 소련군 기관총 및 박격포 진지를 제압하는 임무를 맡았다. 5대의 StuG 돌격포, 2문의 37mm 포, 그리고 공병 중대의 지원을 받은 제1대대가 주력으로 활약할 예정이었다. 각 부대에는 각각 200명과 110명의 병력이 투입되었다.
독일군의 포격은 6월 12일에 시작되었다. '도라'의 포병 사격은 요새를 무력화시키는 데 실패했다. 그럼에도 불구하고 11문의 420mm 박격포와 StG 77 소속 Ju 87의 급강하 폭격에 의한 제병합동 공격으로 요새의 주 무기(4문의 76.2mm 포 중 3문)가 파괴되었다. 19시 00분에 제22사단 포병대는 요새와 스탈린 요새 후방에 위치한 작은 지원 요새인 볼가를 210, 280, 305mm 포로 포격하기 시작했다. 03시 00분에 독일 보병이 공격했다. 전장의 안개가 개입했다. 소련 박격포 팀은 제압되지 않았고, 격렬한 전투가 05시 30분까지 이어졌다. 독일군은 5대의 돌격포와 몇 문의 37mm 무기 지원을 받아 벙커 하나씩 요새를 침묵시켰다. 격렬한 전투에서 많은 중대장들이 전사했다.
독일군이 이 중요한 요새를 점령하자, 인근 볼가 요새는 그것이 함락되었음을 깨닫고 해당 진지를 포격했다. 소련군이 벌인 중대 규모의 반격은 독일군의 소화기 사격에 전멸되었다. 독일군은 07시 00분에 이 진지가 확보되었다고 선언했지만, 일부 벙커는 15시 00분까지 버텼다. 독일군의 사상자는 전사 32명, 부상 126명, 실종 2명으로, 투입된 병력의 절반에 달했다. 소련군의 사상자는 20명이 포로로 잡혔고 나머지는 전사했다. 요새 근처에 91명밖에 남지 않자 페트로프는 회복 시도를 명령하지 않았는데, 이는 중대한 실수였다.
스탈린 요새의 함락은 북부의 소련군 방어선이 붕괴 직전이라는 것을 의미했다. 한센은 LIV 군단에게 막심 고리키 요새와 소련 제95소총사단을 제거하는 데 주력하도록 명령했다. 제95소총사단은 공세 시작 이후 제132보병사단의 진격을 저지해 왔다. 제132사단은 케르치 근처의 한가로운 제46보병사단에서 한 개 연대의 증원을 받았다. 독일 제24, 50보병사단과 루마니아 제4산악사단은 중앙 전선에서 압력을 유지하면서 메켄시아와 가타니 계곡, 그리고 세베르나야 만의 체르나야 강 입구를 향해 진격할 예정이었다. 6월 14일부터 16일까지 3일간, 추축국이 소련군의 저항에 직면하여 세바스토폴을 향해 진격하면서 전투는 계속되었다. 6월 15일, 제132사단은 막심 고리키 요새의 외곽 요새(제1요새)에서 900미터 이내에 도달했다. 소련 제25소총사단에 맞서는 전선은 여전히 강력했지만, 북부 측면은 무너지고 있었다. 제79해군여단은 전투력의 35%만이 남아 있었다. 막심 고리키 요새로 향하는 길을 막고 있는 것은 제95소총사단과 제7해군여단 소속 병력 1,000명뿐이었다.
남쪽에서는 소련 제109, 388소총사단이 독일 제72, 170보병사단에 의해 해안선을 따라 후퇴했고, 루마니아군단의 제18산악사단은 XXX군단의 우측면을 위협하던 소련 제386소총사단을 밀어냈다. 전투는 6월 20일까지 계속되었다. 6일 동안 XXX군단은 2,646명의 병력을 잃었다. 그 대가로 제388소총사단의 외곽 방어선이 뚫렸고 부대는 사실상 파괴되었다. 그럼에도 불구하고 발라클라바에 대한 독일군의 진격은 저지되었다. 독일군은 아직 외곽 방어선에 도달하지 못했으며, 도시 동쪽의 사푼 능선은 여전히 소련의 통제 하에 있었다. 6월 15일까지 약 1,000명의 소련군과 1,500발의 박격포탄이 노획되었는데, 이는 소련군이 2주간의 전투 후에도 충분한 탄약을 보유하고 있었음을 시사한다.
항공 연료와 탄약 부족에도 불구하고, 루프트바페는 독일군 작전 성공에 중요한 역할을 했다. 6월 13일부터 17일까지 3,899회 출격하여 3,086톤의 폭탄을 투하했다. 하루 평균 780회 출격은 개시 11일 동안보다 약간 줄어든 수치였다. 세바스토폴 시 자체에도 대규모 출격이 이루어졌다. 폭격은 고폭탄으로 격납고, 항구 시설, 대공포 및 포병 포대, 막사, 보급 창고를 겨냥했다. 도시 대부분은 화염에 휩싸였다. 연기는 1,500미터까지 솟아올라 150km 떨어진 페오도시야까지 뻗어 나갔다.

#### 지상전: 6월 16일~28일

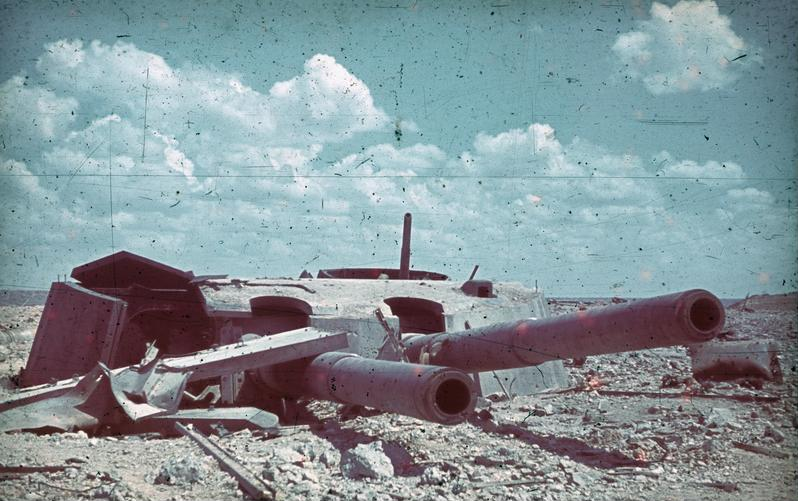
파괴된 소련군 "막심 고리키" 해군 포대

한센이 제95소총사단을 돌파하기 위해 그의 군단을 배치하자, II./StG 77 소속 Ju 87 27대가 막심 고리키 요새의 주 포대를 공격했다. 독일군은 이 공격으로 포대가 발사를 멈췄기 때문에 무력화되었다고 믿었다. 포병 포격은 6월 16일에 시작되었다. 아침에 증강된 제132사단의 공격으로 방어선이 붕괴되었다. 소련군 수비대는 벙커에서 버티다가 6월 20일에 항복했다.
제22보병사단과 제24보병사단은 북동쪽에서 진격했다. 그들은 골리아트 원격 조종 철거 차량을 목재 벙커에 성공적으로 사용했다. 하나는 조기에 폭발했고 두 개는 지뢰밭에서 무력화되었다. 두 대의 3호 전차 통제 차량은 소련군의 대전차 사격에 의해 격파되었다. 19시 30분까지 막심 고리키, 몰로토프, 시슈코바, 볼가, 시베리아 요새가 점령되었다. 특히 제24보병사단은 네벨베르퍼 로켓을 광범위하게 사용했다. 제95소총사단과 제172소총사단은 대부분의 요새화된 방어 시설과 함께 손실되었다. 제25소총사단만이 전선에 남아 있었다. 페트로프는 6월 12-13일에 상륙한 추가 병력 2,600명의 제138해군여단을 급파했다. 이로 인해 독일군이 그날 세베르나야 만에 도달하는 것을 막았다.
루프트바페는 소련 해군 병력에도 압력을 가했다. 6월 18일, 순양함 하리코프는 심하게 손상되었다. 6월 19일 KG 51의 공격으로 세베르나야 만의 대공 방어 플랫폼이 파괴되어 공중 작전이 방해받지 않고 계속될 수 있었다. 대공 방어 부족으로 인해 기뢰 부설함 코민테른은 증원군을 싣고 항구에 진입할 수 없었다. 보급품 부족으로 소련군의 탄약 및 연료 공급은 6월 20일에 심각한 수준으로 떨어졌다. 루프트바페도 자체적인 부족을 겪고 있었다. 일일 평균 출격 횟수가 이제 40% 감소했다. 폭탄 부족으로 인해 모든 무기는 낭비를 최소화하기 위해 개별적으로 투하해야 했다. 일부 숙련된 승무원들은 하루에 25-30번 급강하 폭격 공격을 수행해야 했다. 특히 KG 51의 Ju 88 승무원들은 이러한 부담을 느꼈다.

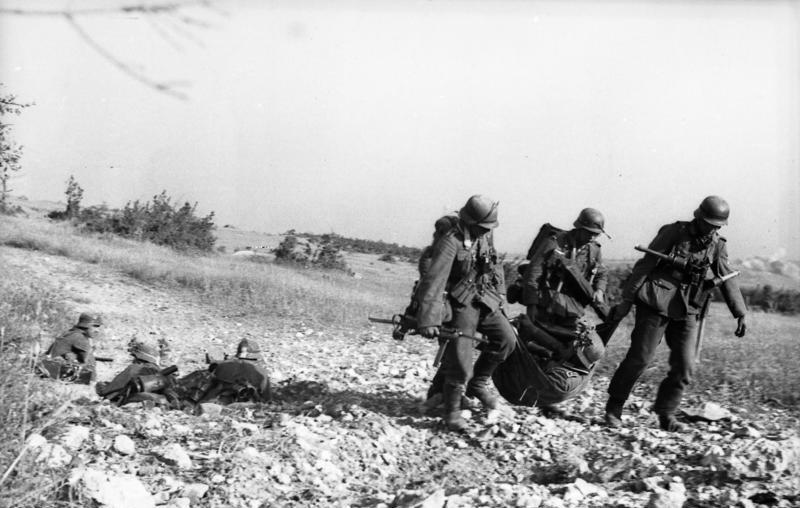
1942년 6월 22일 세바스토폴 전투 중 부상당한 전우를 수송하는 독일군 병사 3명

압박은 그 대가를 치렀고, 6월 18일부터 23일까지 북부의 소련군 방어선 전체가 붕괴되었다. 제95소총사단의 잔여 병력은 세베르나야 만 북쪽의 해안 포대 12 근처 2km 사각형 해안선에 갇혔다. 09시 00분에 포대와 사단은 제132보병사단에 항복했다. 더 남쪽에서는 제24보병사단이 만 입구의 바르테니예프카를 점령했다. 제22보병사단은 같은 날 만 북쪽에 도달했다. 소련 제138해군여단은 반격했지만, 포병과 항공 지원 없이 파괴되었다. 6월 20일, 제24보병사단은 만 북쪽에 남아있는 주요 장애물을 공격했다. 레닌 대공포 진지는 북부 요새로 보호되었는데, 이 요새는 5미터 너비의 대전차 참호, 1,000개의 지뢰, 32개의 콘크리트 벙커, 7개의 장갑 큐폴라, 그리고 70개의 흙-목재 벙커를 갖추어 강력한 방어 진지였다. 레닌 방어군은 4문의 76mm 포 중 3문을 이미 잃은 채 항복했다. 독일군은 원격 조종 지뢰를 사용하여 북부 요새를 돌파하려 했지만, 무력화되었다. 6월 21일 11시 30분에 요새는 지속적인 보병 공격 후 함락되었다. 약 182명의 소련군 포로가 잡혔다. 독일군은 소탕 작전을 시작하고 북부 해안을 정리했다. 대부분의 소련군은 지치고 탄약이 떨어져 빠르게 항복했다. 일부는 최후의 저항을 시도했다. 일부는 배를 타고 남쪽으로 철수하려 했지만, 독일군 포병에 의해 사살되었다.
주요 작전이 북쪽에서 진행되는 동안, XXX 군단은 공격과 방어를 번갈아 가며 수행했다. 소련군은 사푼 능선을 점령하고 독일군의 움직임을 관찰할 수 있었다. 때때로 그들은 효과적인 대포병 사격을 가할 수 있었다. 6월 21일부터 28일까지 독일군은 5문의 150mm s.FH 18 중곡사포를 포함하여 10문의 포병 포를 잃었다. 중앙에서는 루마니아군이 공백을 메웠다. 제18보병사단, 제1, 4산악사단은 100문의 포 지원을 받아 체르나야 강을 따라 강 입구와 세베르나야 만으로 점차 진격했다. 좌측에 LIV 군단의 지원을 받아 추축국은 체르나야 강 동쪽의 모든 소련군 방어선을 점령했다.
루프트바페는 6월 26일까지 7일간 4,700회 출격하여 3,984톤의 폭탄을 투하했다. 일일 평균 출격 횟수는 전 주보다 15% 감소했고, 그 전 주보다 10% 감소했다. 작전 준비 태세 증가(49.8%에서 64.5%로)는 폭탄 및 연료 부족의 심각성을 드러냈다. 폰 빌트는 블라우 작전을 위해 일부 비행단을 철수시켰음에도 불구하고, 공세 시작 이래로 볼 수 없었던 수준까지 병력 수준을 끌어올리는 데 필요한 증원군을 성공적으로 투입했다. 루프트바페는 강렬한 폭격을 계속했다. 6월 26일, XXX 군단을 지원하는 공격은 사푼 능선의 소련군 방어선을 황폐화시켰다. 이곳은 추축국과 세바스토폴 사이의 마지막 소련군 방어선이었다.

#### 추축국 육해공 공세: 6월 29일
6월 29일, 독일 돌격정의 측면 공격으로 세베르나야 만의 요새화된 남쪽 해안을 점령하는 데 성공했으며, 세바스토폴 시와 항구 점령에 대한 저항을 크게 약화시켰다.

#### 세바스토폴 함락: 6월 30일~7월 4일
오탸브르스키와 페트로프는 마지막 순간에 비행기로 탈출했다. 표트르 노비코프 소장이 방어 지휘권을 맡았다. 6월 30일, LIV 군단은 루프트바페의 강력한 폭격과 수십 문의 포병 지원을 받아 맹렬한 공격을 감행했다. 다음 사흘 동안 격렬한 전투가 벌어졌지만, 붉은 군대가 점점 더 유지 불가능한 진지를 길어야 하루 이상 지탱할 수 없다는 것이 분명해졌다. 7월 3일, 소련군의 마지막 방어선이 돌파되었다. 다음 날, 소련군의 마지막 방어 시설이 압도당했고 모든 조직적인 저항이 붕괴되었다. 도심 남쪽에서 남아있는 소수의 붉은 군대 부대는 7월 9일까지 산발적인 저항을 계속했다.
세바스토폴 함락은 특별 라디오 통신으로 발표되었다.
도시와 항구 위에는 독일과 루마니아의 깃발이 나부끼고 있다. 만슈타인 상급대장의 지휘 아래, 리히트호펜 상급대장의 전투 경험이 풍부한 공군단의 굳건한 지원을 받은 독일군과 루마니아군 병사들은 25일간의 격렬한 전투 끝에 오늘 정오를 기해 세계에 존재했던 모든 육해상 요새 중 가장 강력한 요새를 점령했다.

## 전후

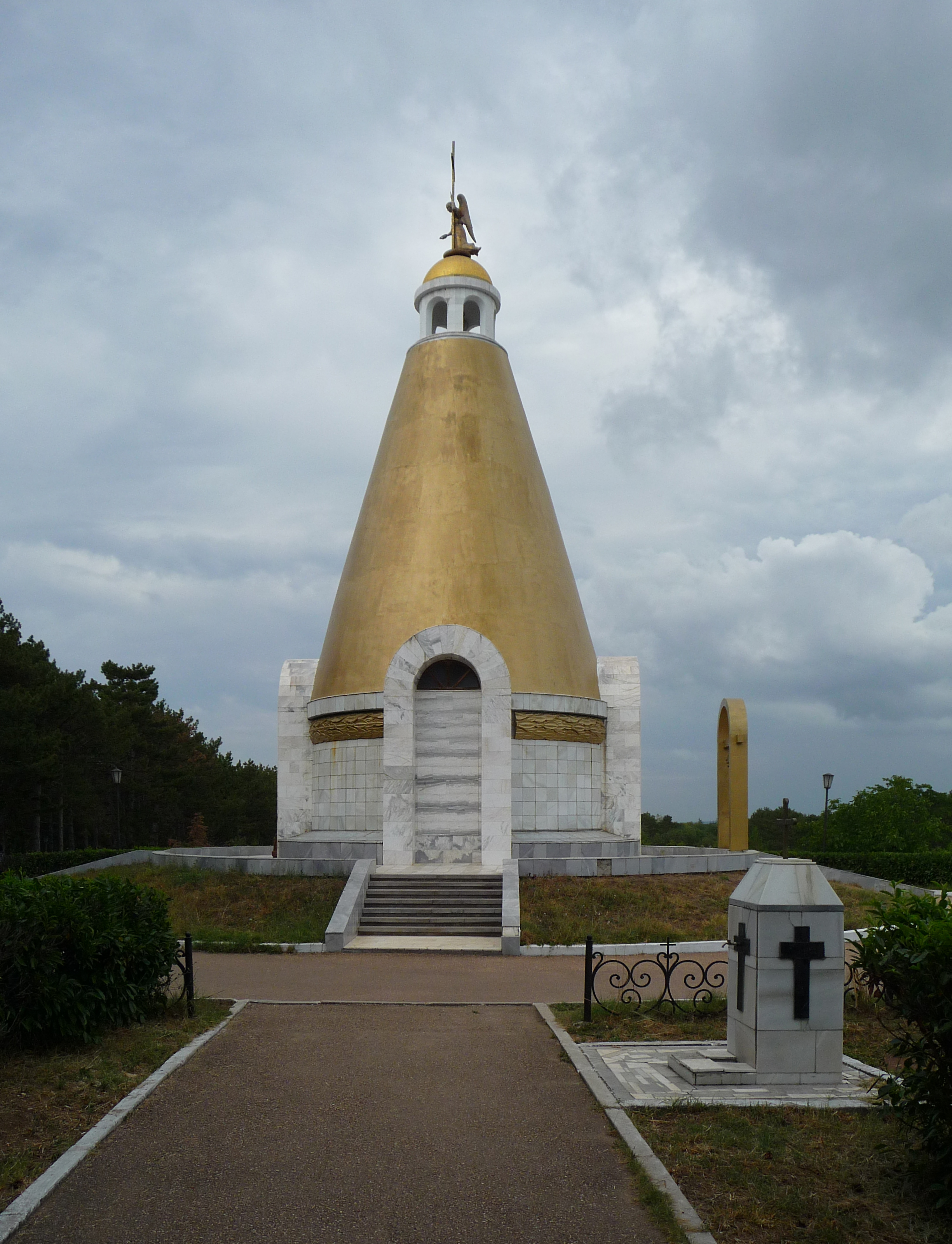
사푼 고개 기념비

독일군은 90,000명 이상의 붉은 군대 병사가 포로로 잡혔고, 더 많은 수가 전사했다고 주장했다. 이 주장은 과장된 것으로 보인다. 소련 자료에 따르면, 세바스토폴을 방어하던 소련군 수비대는 포위전 시작 당시 총 106,000명이었고 공격 중에 3,000명의 증원군이 있었다. 또한, 25,157명이 철수했으며, 이 중 압도적 다수는 스탈린의 명령으로 철수된 부상병 또는 장교였다.
루마니아의 기여는 1942년 7월 3일 이온 안토네스쿠 원수에게 황금 크림 방패(Crimea Shield)가 처음 수여되면서 기려졌다. 이는 히틀러를 대신하여 만슈타인이 부쿠레슈티에서 그에게 수여했다. 두 번째이자 마지막 황금 크림 방패는 만슈타인 자신에게 1942년 11월 24일에 수여되었다.
6월 2일부터 7월 3일까지 제8항공군단은 23,751회 출격하여 20,528톤의 폭탄을 투하했다. 독일 포병은 46,750톤의 탄약을 추가로 발사했으며, 한 달 동안 총 추축국 탄약 소모량은 67,278톤에 달했다. 루프트바페는 611대의 차량, 123대의 항공기 (그 중 지상에서 18대), 38문의 포병 포, 10대의 전차, 1대의 기관차, 1척의 대공포 바지선을 파괴했다고 주장했다. 또한 48개의 소련 포병 포대, 28개의 막사 및 산업 건물, 20개의 벙커, 11개의 탄약고, 10개의 연료 저장고, 1개의 다리, 1개의 관측소가 파괴되었다. 수백 대의 차량이 추가로 손상되었으며, 7문의 포병 포, 43개의 포병 포대, 2개의 막사, 그리고 또 다른 다리가 손상되었다. 독일군의 공습으로 10,800톤의 소련 선박이 침몰했으며, 여기에는 구축함 4척, 잠수함 1척, 어뢰정 3척, 해안선 6척, 화물선 4척이 포함되었다. 12,000톤의 선박도 손상되었으며, 구축함 2척, 해안선 10척, 화물선 2척이 손실되었다.
궁극적으로 독일의 성공이었지만, 작전은 독일군이 예상했던 것보다 훨씬 오래 걸렸다. 블라우 작전, 즉 남부집단군의 스탈린그라드와 캅카스로의 진격은 막 시작되었으며, 독일군 공세는 제11군의 지원을 받지 못했다. 대신 독일 제6군은 파울루스 휘하에서 중요한 지원을 받지 못했고, 궁극적으로 이는 그들의 패배에 기여했다.

## 참고 문헌
- Beevor, Antony. The Second World War. Back Bay Books, 2012. ISBN 978-0-316-02375-7.
- Bergström, Christer. Barbarossa – The Air Battle: July–December 1941. London: Chevron/Ian Allan. ISBN 978-1-85780-270-2.
- Bergström, Christer. Stalingrad – The Air Battle: 1942 through January 1943. Midland Publishing, Hinkley, 2007. ISBN 978-1-85780-276-4
- Bragadin, Marc' Antonio (1957). 《The Italian Navy in World War II》. United States Naval Institute.
- Brookes, Andrew. Air War Over Russia. Ian Allan Publishing. 2003. ISBN 978-0-7110-2890-6
- Donnell, Clayton (2016). 《The Defence of Sevastopol 1941–1942: The Soviet Perspective》. Barnsley, South Yorkshire: Pen & Sword. ISBN 978-1-4738-7927-0.
- Fiore, Massimiliano (2024). 《Crucial but Overlooked: The Italian Naval Contribution to the Conquest of Sevastopol》. 《War in History》 31. 82–96쪽. doi:10.1177/09683445231162301.
- Forczyk, Robert. Sevastopol 1942: Von Manstein's Triumph. Osprey, Oxford, 2008. ISBN 978-1-84603-221-9
- Hayward, Joel S. A. Stopped at Stalingrad: The Luftwaffe and Hitler's Defeat in the East, 1942–1943. University Press of Kansas, 1998. ISBN 978-0-7006-1146-1
- Hooton, E. R. Eagle in Flames: The Fall of the Luftwaffe. Arms & Armour Press. 1997. ISBN 978-1-86019-995-0
- Keyser, Carl A. WWII diary held by the author's family.
- Krivosheev, Grigoriy (1997). 《Soviet Casualties and Combat Losses in the Twentieth Century》. London: Greenhill Books. ISBN 1-85367-280-7.
- Melvin, Mungo (2010). 《Manstein: Hitler's Greatest General》. London: Weidenfeld & Nicolson. ISBN 978-0-297-84561-4.